# 庭園史

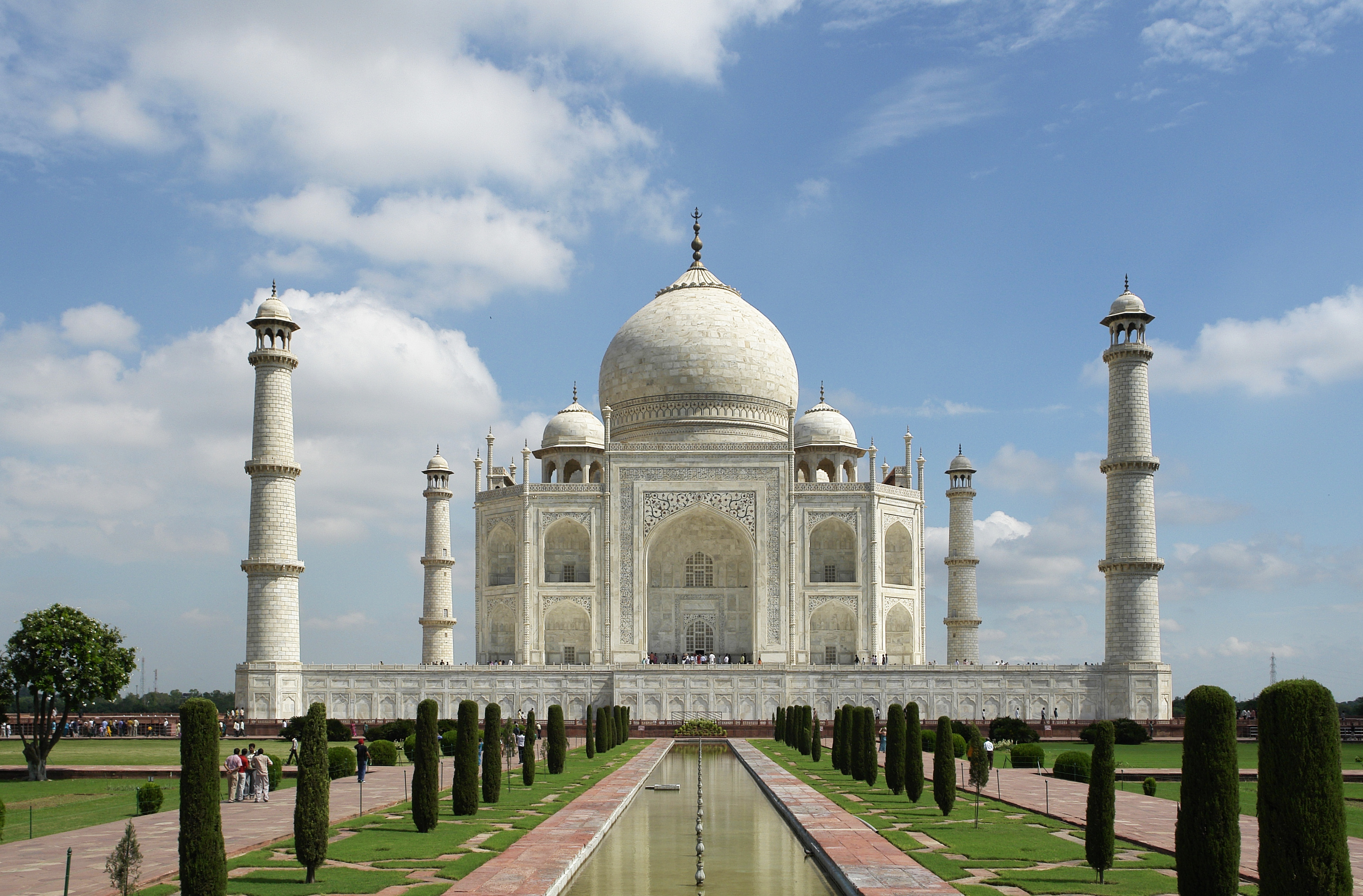
タージ・マハルにはイスラム様式である十字水路が採用されている。

庭園の歴史は、個人や公共の景観のなかにおける、芸術や自然を通じた景観に配慮した美の表現、文明生活における趣向や様式の展示、個人的あるいは文化的哲学の表現、そして時には個人の社会的地位や愛国心の顕示として見なされうる。

## 概観
屋外空間の囲い込みは紀元前1万年ごろに始まった。最初の庭園の具体的な詳細は不明なままであるが、歴史家らは最初の囲いが動物や略奪者を排除するための、一種の障壁であったと推測する。庭園の造成と設計は造園術の先駆けであり、西アジアで芽吹いた後には西へ向かい、ギリシャ、スペイン、ドイツ、フランス、イギリスへと広がった。「庭」を表す"garden"は、フランス語の"jardin"と壁で守られた植物の育成地"yard"のチュートン語根が起源となっている。

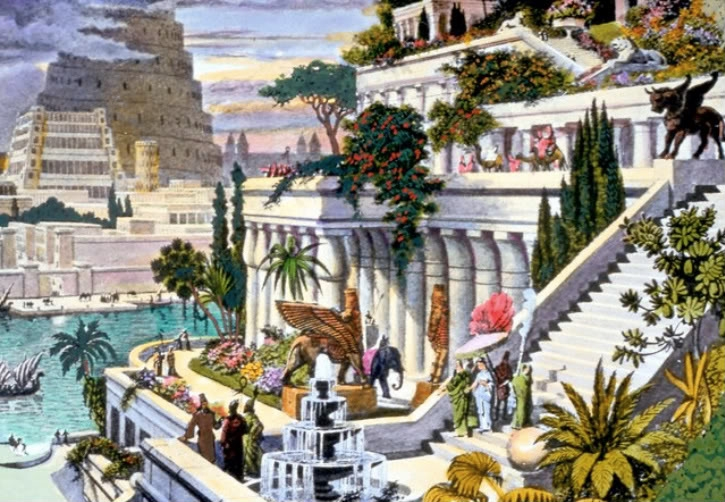
マールテン・ファン・ヘームスケルクによるバビロンの空中庭園のイメージ画。

最初の文明出現後、裕福な市民らは純粋に美観のために造園し始めた。紀元前16世紀における古代エジプトの墓の絵画は、アカシアやヤシの対称の列に囲まれた蓮池が描かれた、装飾的な園芸術やガーデンデザイン（景観設計）の最古の物証である。もうひとつの古代の流派はペルシア人のものであり、アケメネス朝はパラダイス・ガーデン (Paradise garden) 、新バビロニアは古代世界の七不思議のひとつとして名高いバビロンの空中庭園を有していたと言われる。ペルシアの庭園は中心に沿って回転対称に設計された。
ペルシアの影響はアレクサンドロス3世以後のヘレニズムギリシャに広がった。紀元前350年ごろのアカデメイアは庭を擁し、植物学についてまとめたテオプラストスはおそらくアリストテレスの庭を相続した。エピクロスが歩きそして教授した庭はミティリーニのヘルマルコスに遺贈された。アルシフロンもその著書にて、自分が有した庭について言及している。
西洋で最も影響力を持っていた古代庭園は、エジプトのアレキサンドリアにあったクラウディオス・プトレマイオスのものと、ルキウス・リキニウス・ルクッルスが共和政ローマに持ち込んだ園芸様式であった。イタリアのポンペイにある壁画には、その後の精緻な発展を証明している。ローマの富裕層は、噴水や小川、トピアリー、バラ、そして日陰になるアーチ型建造物などを含む給水機構を備えた、広大な庭園を造設した。考古学的証拠はハドリアヌスの別荘などとして遺跡に残っている。
ローマの作家にして技師であったウィトルウィウスは、現存している最古の設計マニュアルを著した。その『デ・アーキテクチュラ』は設計理論、造園術、工学、上水道、公園や広場といった公共事業を扱っている。彼はfirmitas（固さ・耐久性・強度）、utilitas（有用性・利便性・実用性）、venustas（楽しさ・愛らしさ・美しさ）が設計の主目的だと主張した。現代でも、こうした要素は景観の上質な設計に不可欠だと考える者もいる。
4世紀になりローマ帝国が衰退した後には、ビュザンティオンやアンダルスが園芸様式を受け継いだ。この時までに、中国にて形成された独特の園芸様式が日本に伝えられ、そこでは池を中心とした自然の風景を縮小・再現した貴族庭園や、寺院を特徴づける簡素な枯山水などに発展した。
13世紀のヨーロッパでは、ラングドックやイル＝ド＝フランス地域圏にて園芸が復活した。15世紀後半から16世紀初頭には、古代ローマの別荘や庭園の記述が再発見されたことで、イタリアルネサンス期の庭園という新たな形式の創出につながった。16世紀のスペイン王室は、本国とアメリカ大陸の植民地両方に当時初となる公園を造設した。正統なフランス式庭園はヴェルサイユ宮殿により例証され、英仏で風景庭園がそれを継承する18世紀半ばまでのヨーロッパにおいて支配的な園芸様式となった。19世紀には歴史的復興の混乱とローマの式コテージに触発された庭園が出現した。イングランドのウィリアム・ロビンソンとガートルード・ジーキルは、それぞれワイルドガーデンと多年生庭園の影響力のある提案者であった。アンドリュー・ジャクソン・ダウニングとフレデリック・ロー・オルムステッドは北米用にヨーロッパ様式を導入し、特に公園や大学、郊外の景観設計に影響を及ぼした。オルムステッドの影響は20世紀にまで及んだ。
屋上緑化や雨水収穫といった環境への配慮と持続可能なデザインの実用性は、これらの分野における革新として幅広く実行され発展し続けている。

## 庭園様式の歴史的発展

### ギリシア
降水量に乏しく山がちな地形を持つギリシアでは、現代人が考えるような庭園はあまり発展しなかったが、その植物相が多様である点や他の学問と同様に植物研究も盛んになったこと、そしてギリシアの風景の美しさがギリシア人らに神話の題材や自然観を与えたという点において、後世の景観設計にとって不可欠なルーツを持つ。
紀元前1千年紀以前のクレタ島およびサントリーニ島では柱廊が取り囲んだ庭園が存在したことが確認されている。ホメロスの『オデュッセイア』には、同時期のエジプトや中東地域の様式と類似した、ブドウを含む果樹や並べられた花壇を内包する庭について触れられている。
都市部では神殿付近やアゴラを彩るため、灌漑用水路と併せてプラタナスやニレを植林し並木道を造るようキモンが指示したことが記録されており、アリストパネスらは豪邸にある小規模なケポスという庭について述べた。エピクロスも自らの哲学を実践しようと自宅の庭に菜園を拵えたが、薬草や野菜の栽培および取引といった実用性を重視していたギリシア人は庭園を楽しむという概念はほとんど持たなかったと見られている。『家政論』には、スパルタのリュサンドロスがリュディア王国にあった小キュロスの庭園を見た際に、ペルシア人の王が有していたパラデイソスと呼ばれていたそこで、王自らが土に触れ植物を育てる様子に衝撃を受けたということが伝えられている。
しかし、シラクサとプトレマイオス朝の統治者は例外であり、ディオニュシオス1世がペルシア風庭園を造らせたほか、ヒエロン2世の船上庭園には灌漑可能な花壇や樽に植えたキヅタなどがあった。同じくペルシア様式に影響されたギリシア人支配期のエジプトにおいても、実用としての畑と娯楽目的の庭がナイル川の三角州に造られ、中庭は芳香のある花や低木、モザイクで飾られた。
そのほか、アリストテレスが紀元前4世紀に水力を用いた水景物の原型を発明したことで、テーベ、アレクサンドリア、シチリア島などでは噴水のある公園も見られるようになった。紀元前2世紀のデロス島の邸宅には内部に庭があり、そのすぐ外側に柱が立ち並ぶ構造は「ペリステュリウム」と呼ばれ間もなくローマ人に受け継がれた。

### ローマ
共和政の時代から、ローマ人にとっての庭は都市か農村かを問わず重要なものであり、末期には庭が土地の多くを占めて農地が減ったために輸入を要したと言われている。ローマ都市部の庭園はギリシア時代のものと大きく変わったわけではないが、公共空間ではなく数多の個人邸宅に付随して野菜や薬草が植えられ、花や池も加えられた。また、水道橋の発明によってより多くの水景物と植物種が利用できるようにもなった。
紀元前2世紀ごろに西アジアへ拡大したローマ帝国では、ペルシア風のパラデイソスの庭園やプトレマイオス朝エジプトの様式に影響を受けてヴィッラ・アドリアーナの水路という形で導入され、それ以降には大規模な庭園を個人が所有するケースも増えた。農地と庭の機能を有する郊外地を意味したローマのヴィラは、ルネサンス期のイタリアや18世紀のイギリスなどで称賛されブームを巻き起こすことになる。都市部から離れた場所にあったヴィラでは、壁に囲まれた庭と異なりブドウ畑や遠方の山岳を観賞でき、これを高く評価した15世紀のレオン・バッティスタ・アルベルティはルネサンス建築の権威となる『建築論（De re aedificatoria）』を完成させた。小プリニウスはトゥスクルムとラウレントゥムにそれぞれヴィラを保持しており、海に面した前者はプライベート区画と仕事場に分かれていながら風通しが良く、列柱廊が昼の日差しから守っていた。後者には動物を象って剪定された木々やアカンサス、バラなどがあり、舟型の容器に入った食事が大理石の水盤に浮かんでいた。小プリニウスやハドリアヌスのヴィラには、池や彫刻、ポルチコなども景観の一部として見なされ、特にギリシア文化に精通していたハドリアヌスは、カリアティードのようなヘレニズム様式を積極的に採用した。広範にわたる植民地では各地の風土に合わせたヴィラが造られ、温暖地では中庭に風が通るよう設計してポルチコに陰を作らせ、寒冷地では逆に庭を壁で守った。
大領主であったルキウス・ユニウス・モデラトゥス・コルメラは、その『農業論』にて土地の選び方や肥料、薬草と野菜の育成に関して詳細に記した。彼が紹介した格子垣で霜を防いだり栽培種の病気を防ぐ手法や道具などは、フレスコ画やモザイク画として記録され現代でも利用されているものもある。ローマ人の庭では帝国全土から集められたモモやレモン、メロンといった果実が育てられ、観賞用としてツルニチニチソウ、クロッカス、シクラメン、ヒヤシンスなど、常緑種のギンバイカ、ゲッケイジュ、キヅタ、イチゴノキなども植えられた。

### メソポタミア
紀元前4千年紀から紀元前3千年紀にかけて、ユーフラテス川とティグリス川に灌漑用水路を構築したシュメール人は、農地とともに地域の内外から草木を収集し世界初の庭園を築いた。
彼らより前には伝説上の楽園の庭(パラダイス・ガーデン)という思想があり、ヒトと動物たちが共存して果物を好きなだけ得られる、文字通り楽園のような場所とされたが、このコンセプトが変化し「平和と豊かさの場所」という意味になった。その要素には『ギルガメッシュ叙事詩』が力説した水と日陰、果実が必要であり、シュメールやバビロニアの神の庭園でもあった。この詩はギルガメッシュがフンババの地に踏み入った際の不死の庭について、ゲスティンの木が金の幹と水晶の枝ででき、宝石で彩られていると表現している。
あるレリーフにあるジッグラトのテラスは空中庭園の原型とされ、ヤシやマツ、イトスギなどに加え、エジプト産のパルメットやロゼットも見られる。
その後はアッシリア人の王らがティグリス川の岸に多種の草木を擁する庭園を設け、サルゴン2世は地形を変えて人工的に景観を造り、センナケリブもニネヴェの王宮に灌漑システムによるコットンブッシュやオリーブを植林した。

### エジプト

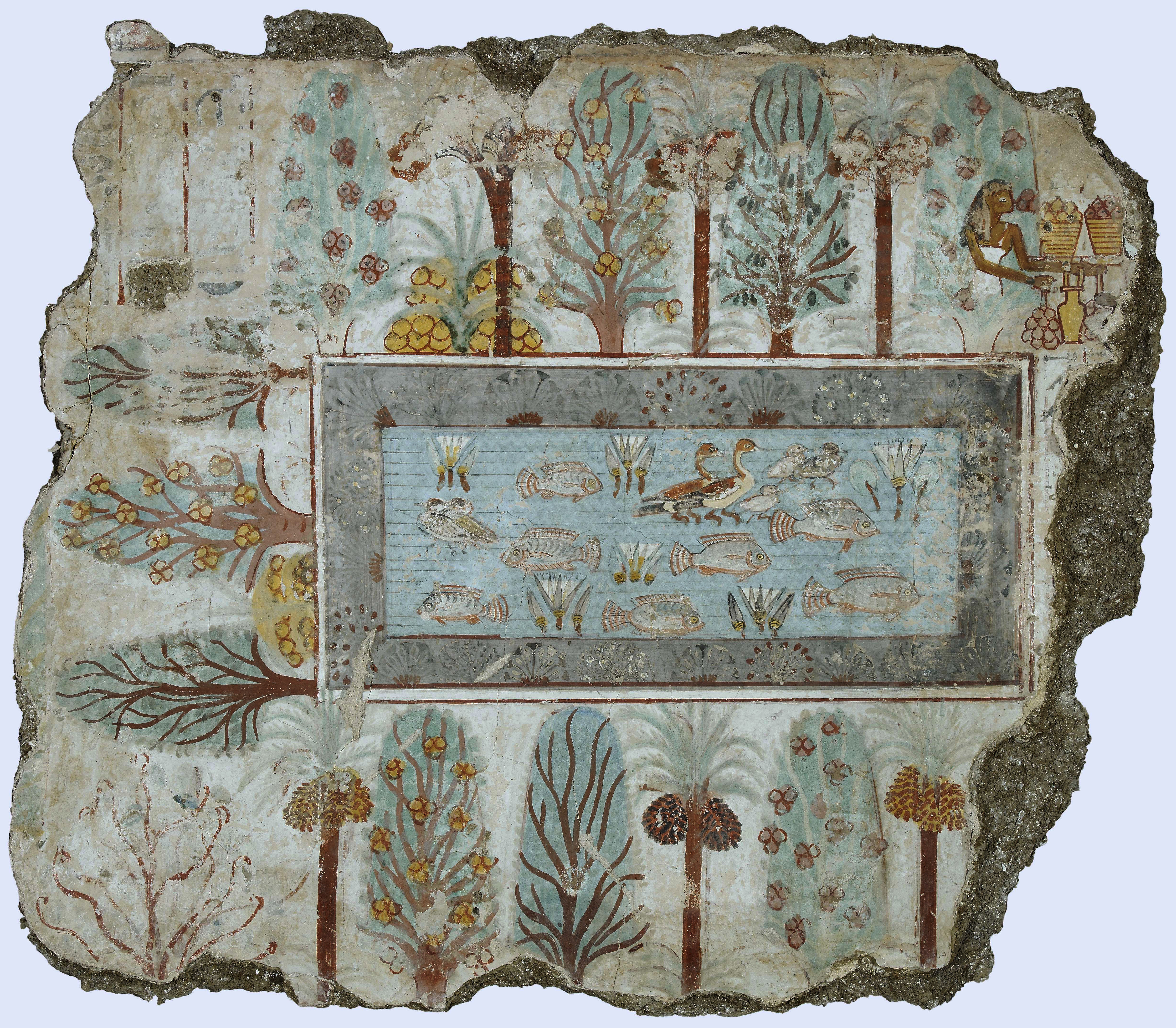
テーベにあるエジプト第18王朝のネブアメンの墓のフレスコ画。中央の池には魚とアヒル、神聖とされたスイレンが浮かび、池の周囲にはナツメヤシや果樹、再生の象徴としてよく描かれたパピルスの木が、そして右上の端には来世の供物となる果実を準備するイチジクの木の女神が描かれている。

メソポタミア地域と同じころの古代エジプトでは、定期的に洪水が起きるナイル川の三角州の事情に合わせた庭園が造られていた。河川の水、そしてエジプトの場合には砂漠の砂から守る壁を設ける必要もあったため、当初は狩猟園のように大規模なものは実現しなかった。エジプト庭園では野鳥が羽休めできるほどの池や、ミイラ製作または氾濫を祈願するため神に捧げられた花卉、ブドウなどがあった。ファラオらはピラミッド外周に植林したほか、テーベのデル・エル・バハリやカルナック神殿のような神殿内部には葬礼用庭園も築かれた。域外との貿易や戦争により、外来の木々と薬草は庭園に多様性をもたらした一方、紀元前2千年紀ごろには逆にエジプト様式が地中海沿岸やメソポタミアにも波及した。
エジプト庭園にとっては農業と同様に、灌漑システムの存在が欠かせないものであった。氾濫期の河の水は貯水槽に送られて必要に応じてシャドゥーフが汲み上げ、直交する水路が園内に張り巡らされていた。庭園の立地は必ず氾濫期の水位よりも高い場所にあり、漆喰と泥で固めた穴に植林された。

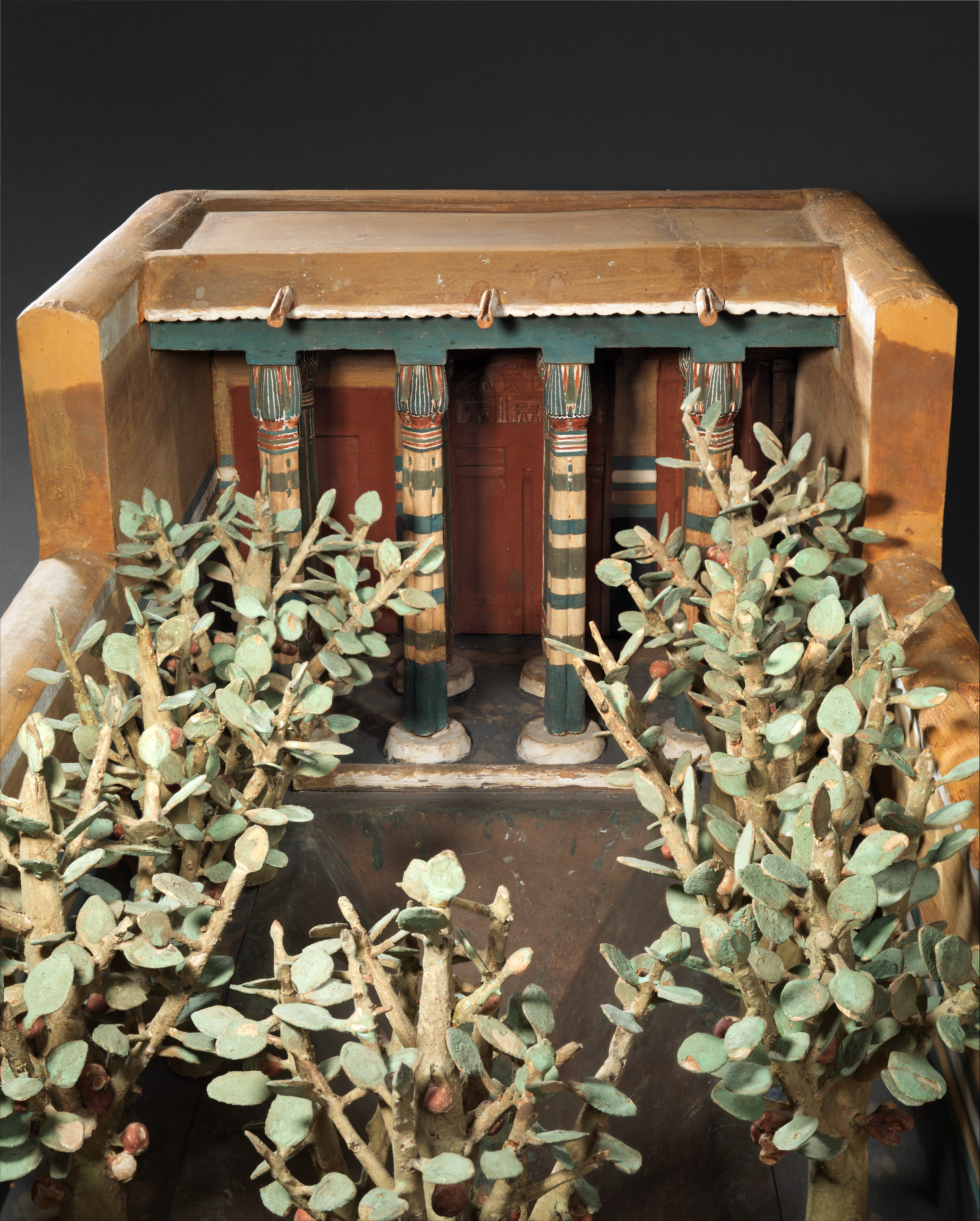
メケトラーの墓で発見された木製の庭園模型

確認されている最古の庭園はエジプト第4王朝にあったものであり、ナイル河口一帯を統治していたメテンという人物の墓に彫られた。彼の1ヘクタールほどの庭にはパピルスやスイレンが植えられ、これに加えて400ヘクタールを越えるブドウ畑も領有していたとされる。メンチュヘテプ2世の高官メケトラーの墓下からは木彫りの庭園模型が見つかっており、そこにはイチジクの木が養魚池を取り囲み、奥のポルチコと見られる柱はパピルスの茎を模して制作された。エジプト第18王朝時代のセンネフェルの墓にはアメン神殿の庭園図があり、4つの池、そして立面図の草木と建物などが左右対称に描かれていることから、メケトラーの模型とともに後世の基本となった当時のエジプト様式を詳細に伝えている。
神殿の庭園に積極的に置かれたものとしてはスイレンがあり、死後の復活のシンボルとされエジプト人に好まれていた。このほかにも多くの植物が何らかの宗教的意義を与えられて育成されており、例えばナツメヤシはラーとミンに、エジプトイチジクはハトホルに、ギョリュウはオシリスといった具合で別々の神に捧げられていた。

### イスラム世界

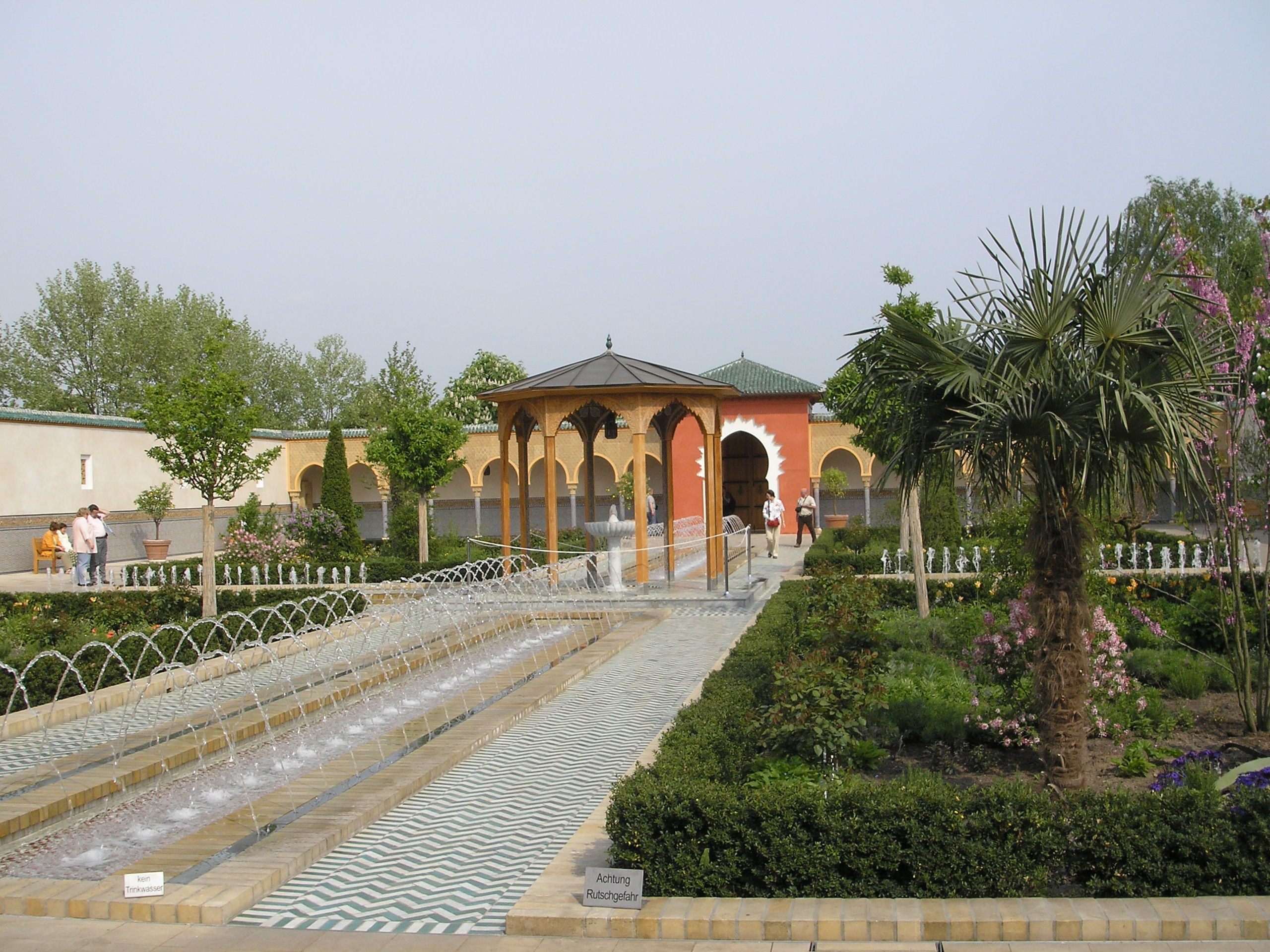
ベルリンのマルツァーンにあるGarten der vier Strömeの十字水路はイスラム様式のものである。

イスラム式庭園の大きな特徴であるチャハル・バーグは、前述したペルシアのパサルガダエが起源の一説とされているが、古代ローマのように庭の中央に園路や水路を敷くスタイルも取り入れた。宗教的制約として偶像崇拝は禁じられていたためにギリシアやローマのような彫刻や絵画は発展を見せなかったが、ムスリムは技巧を凝らした水景物や金箔、宝玉などによって庭園に彩りを加えた。当時のチャハル・バーグは景観のみならず支配者の権力のシンボルであり、その中心に座った君主は園内の植物鑑賞を楽しんだ。
9世紀のアッバース朝はサーマッラーに遷都しており、その王宮は乗馬やポロのための運動場を併設した富裕層向けの庭園でもあった。ここではティグリス川の40キロほど上流から地下水路を引いてダチョウが回す水車で汲むことで全庭園に池を設置し、特に王の池は4万平方メートルに及んだ。サーマッラーのバルクワーラー宮殿の様式はコルドバの庭園に影響を与えた。
イベリア半島では8世紀半ばごろからムーア人らによる支配が本格化し、古代ローマの灌漑用水路と造園設計をイスラム様式のものと融合させ、まずアンダルシアに国際色溢れる植物種を含む庭園を設けた。コルドバでは、アブド・アッラフマーン1世が柱とオレンジの樹木が一糸乱れずに並ぶモスクでもあるパディオ・デ・ロス・ナランホスと、東方から秘密裏に持ち出したイチジクやザクロを育てていたアルサファという果樹園を造園した。アブド・アッラフマーン3世のザフラー宮殿は舶来の果物もある果樹園と複数の中庭を擁し、宮廷にはビザンツ式建築による大理石の柱や漆喰のアーチが使われ、生命の樹も描かれていた。3段のテラスを含む同園は大広間や食用魚を保存するための巨大な生簀（泉）もあった。
後ウマイヤ朝崩壊後はトレドが中心となり、アル＝マアムーンのガリアナ宮殿の庭園には中央部に水晶でできた四阿が鎮座する池と、タホ川から水車で引いた水で動く水時計があった。その後のナスル朝ではヘネラリーフェとアルハンブラ宮殿という形で、イベリアの庭園様式が最高潮を迎えた。前者は果樹園やパティオという名の四分庭園、そして階段の手すりが水路にもなっているデザインを持ち、後者はギンバイカが囲む池を前に、アラベスク模様で飾られたスルタンの屋敷とルネサンス建築のスペイン王の宮城が向かい合っている。長方形のヘネラリフェの四分庭園は園路よりも低めに位置していることから高木が植林されたと考えられ、アルハンブラの中央にあった噴水は王権を象徴するライオンの像により支えられている。
ただ、これらのチャハル・バーグが主流だったのは宮廷庭園が中心であり、例えばトゥールーン朝・ファーティマ朝の支配下にあったフスタートの民家は屋外の中庭を擁し、なかには噴水や花壇を持つ庭も確認されている。より大きい民家では邸内の北にある水盤から出た水が水路を通り、14×9メートルの中庭に出る際に滝となって矩形の池に入る設計となっており、周囲の草木と併せて冷涼感を演出したと見られている。
オスマン帝国を樹立したトルコ人の庭園は、ペルシア式・ギリシア式・ローマ式スタイルを組み込んだものとなっている。彼らはアドリアノープル王宮の造園はもちろん、都市の大小を問わずに噴水を拵え、第2次ウィーン包囲時のカラ・ムスタファ・パシャは野営地前にも庭を造った。メフメト2世はブルサやマニサ、アマスィヤの各都市に造園し、特にコンスタンティノープルのトプカプ宮殿周辺には複数の庭園、マルマラ海を展望できる斜面にはギュルハネというバラ園を築いた。バラは香水や清涼飲料水の香料として用いられたほか、宮殿の庭園で育てた余剰の野菜や花卉を売ることで政府はそれらを収益化していた。他のイスラム王朝では灌漑を念頭にした、直線的で精密な庭園配置が必要とされたが、ここに限っては現地の地理条件に合わせた自然な様式が形成されていた。スレイマン1世も球根やイトスギを植えて2500人もの庭師を雇用したほか、コンスタンティノープル市民の多くは自宅に中庭を持っており、川や海岸に造られた大衆向けの庭園にて時には遊宴を開き、料金制の果樹園でサクランボやスモモ、ラズベリーなどの採集を楽しめた。
16世紀になると、アイリス、ヒヤシンス、アネモネ、スイセン、ユリなどがヨーロッパへ輸出され、なかでも「赤いユリ」と呼ばれたチューリップは後のオランダで商品作物として人気を博した。18世紀のアフメト3世の治世下でもチューリップが特に好まれ、カメの上に蝋燭の火を灯した宴が春から夏にかけ毎晩のように開かれたが、これによる費用が財政圧迫の一因として後に退位させられた。トルコ語のチューリップ（ラーレ、Lale）はアラビア語のアッラー（Allah）と一部の字が被るために神聖なシンボルともされ、噴水をはじめとする建築や陶器のデザインに多用された。また同じころには、トルコ式のテントや庭園スタイルがピクチャレスクという形でヨーロッパに波及していた。歴代君主らはその一方で、造園のために野生のチューリップやヒヤシンス、バラなどの球根を収集するよう命じており、このためなかには絶滅した種もある可能性が指摘されている。

#### ペルシア
イスラム様式の起源、もといペルシア風庭園様式はアケメネス朝の都パサルガダエに造設されたキュロス2世の庭園が完成させ、果樹やイトスギ、ポプラが覆う庭全体をリルという水路が4分割（十字水路）していたことから、後に「チャハル・バーグ」 (Charbagh) と呼ばれた。水源は湧水と山岳部の融雪水を引いて都市部までカナートという地下水道を構築し、その後はジュベという地上の送水網にて並木道や果樹園、個人宅の庭までへも供給できた。
637年のクテシフォン包囲戦でのササン朝敗北以後、その庭園スタイルはイスラム世界に継承されることとなった。ムスリムにとって煌びやかな庭園を造ることはコーランにある楽園を再現することでもあり、方形状の四分庭園の水路はコーランが言及する生命の河を喩え、交差する中心地には池や廟があった。彼らはペルシア人の様式にモザイクアートや大理石の水盤、建築デザインを組み込み、特に水路に使われたモザイクなどがより冷涼感の増す造りに仕立てた。西アジアを中心に広大な領域を治めた正統カリフのアブー・バクルは、神の源である自然の保護を命令したことで木々や畑の破壊を禁じたほか、被支配層となったペルシアの知識人らが建設に関わったアッバース朝の都バグダードでは多くの学術分野が発展し、アッシリア・バビロニアの狩猟園やギリシア・ローマ時代の業績を受け継いだ。
13世紀にモンゴル軍が侵攻してくると破壊工作の一環として運河や井戸は砂で埋められ、征服された農地や庭園は荒廃した。モンゴル人の多くは庭園を軍司令官の野営場所として利用したと伝えられているが、イルハン朝のガザン・ハンは都の西部に「正義の庭」を建設し、園内は草地に変えられヤナギの並木と貯水池、そして黄金の玉座が置かれていた。ティムール朝の創始者ティムールは晩年にサマルカンドの豪奢な宮廷庭園を複数造らせており、池と水路を含む広い果樹園やプラタナスの庭園、青と金のタイルで彩られた門などがあった。彼の四男にして第3代君主のシャー・ルフも、遷都したヘラートにてバラとチューリップの庭園を築き、ティムールのものと併せて後のバーブルによる造園に影響した。

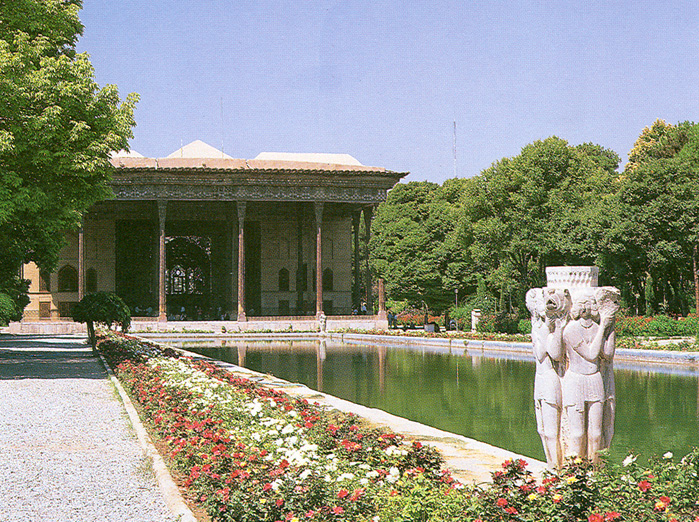
サファヴィー朝時代に造られたチェヘル・ソトゥーン

その後のペルシアを治めたサファヴィー朝のアッバース1世も国中に複数の庭園を造成した。都のイスファハーンにあったハザール・ジャリブには、オニキスでできた水路が通るチャハル・バーグという名の大通りがあり、プラタナスとポプラの並木、バラの花壇などが大規模な灌漑用水路により管理されていた。タジャバード（Tajabad）の果樹園はモモ、アンズ、サクランボ、ザクロ、セイヨウナシなど多種に溢れ、ガズヴィーンのサッダタバードにはヨーロッパを経由してアメリカ大陸から持ち込まれたばかりのオシロイバナやチューベローズもあった。現代にも残っているカーシャーンのフィン庭園は幅のある並木道と、イトスギが蔭になる、カナートが運んだ水が青いタイルの上を流れる様子が特徴的である。「40柱殿」を意味するイスファハーンのチェヘル・ソトゥーンの名は、20本の木柱が池の水面に反射することでその倍数に見えることに由来するが、壁で囲われることの多かったペルシアの伝統と異なり祭宴のための開放的空間であった。
カージャール朝時代のタブリーズは上流階級が多くの別荘を設置した場所の1つであり、そのなかのシャー・グルー（王の池）の庭園は果樹の列が40,000平方メートル以上に及ぶ正方形の池を包囲し、水上の台座から橋が7段もある南のテラスへ向かっている。

#### インド

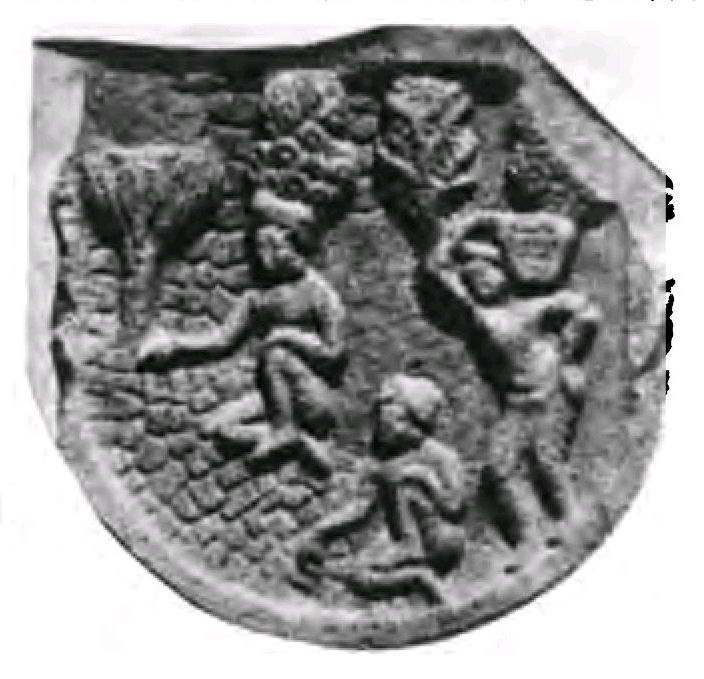
ブッダガヤの祇園精舎にて手入れをする庭師。紀元前2世紀から1世紀ごろ

紀元前3世紀の『実利論』やKamandakantiは、町の外にあって政府による提供される公共庭園があり、人々はそこへ行き日中ピクニックをして過ごすと言及しており、パーニニは東インド特有の庭園スポーツの一種（pracam kridayam）に触れ、サラブハンジカはサラソウジュの花を摘み快活に過ごす活動であったという。
4〜5世紀ごろの『カーマ・スートラ』は家々の庭の詳細について触れ、良妻は野菜やサトウキビの束、イチジクの木立、パセリ、カラシ、ウイキョウなど、ジャスミンやバラのほか様々な花を植えるべきだとし、椅子と四阿が作られ、庭の中央には井戸、貯水槽または池があるべきだと述べ、そのほか多くの専門書も蓮状の風呂と椅子、池、回り道、動物園などの設置に言及している。
12世紀ごろの『マーナソーッラーサ』には景観設計の仔細について、岩や盛り上がった山頂の土手、刈り込まれた多様な種類の草木、人工的な池や流れる小川を含むべきだと断言している。配置、土壌、種、草木の種類間の距離、肥料の準備方法、適切な施肥と庭の維持、どの植物や木を最初に植えるのが最適か、他の植物を植える時期、水やり、水のやりすぎや水不足の兆候、雑草、庭を守る方法やそのほかの詳細について説明されている。公共公園と森林庭園の両方についても記述されており、ヴァナクリダ（Vana-krida）の章では約40種の樹木が公園用に勧められている。
ムガル帝国のバーブルはかなりの庭好きであることが伝えられており、サマルカンドやヘラートでかつて見た庭園の経験などを景観設計に生かした。彼がカブールの斜面に造設したイスラム式「四分庭園」のヴァファーには、ポプラ、ザクロ、リンゴ、オレンジ、サトウキビなどが植えられ、年間を通じて多くの植物が彩りを見せた。アクバルはアーグラにメディナ・アサアラを参考にしたレッドフォートを築き、ファテプル・シークリーとナシーム・バーグに宮廷庭園、カシミールには湖上庭園を造らせた。
ジャハーンギールもカシミールにシャリマー庭園を、ダル湖のシュリーナガル近縁には水路、噴水、滝などを拵えた700近くもの庭を設置し、アクバルが植えさせたプラタナスも残っていた。彼の息子シャー・ジャハーンが王妃ムムターズ・マハルのために大理石で建てたタージ・マハルは楽園と彼女への愛情を表すシンボルであり、ここにもイスラム様式の十字に交わる水路が見られ巨大な霊廟を反射している。十次水路を挟んだ白廟の向かいには廟よりも広い前庭があり、雄牛により回されたヤムナー川の水車からの水は西側の園外に貯められた。タージ・マハルは廟のすぐ背後にあるヤムナー川やその対岸から見られることも想定して設計され、対岸の月光庭園（マーターブ・バーグ）は皇帝の遊楽園であった。タージ・マハルと並行して建設されたこの庭園では十字水路はもちろん、四隅に立つ小塔や八角形のテラスと水槽がタージ・マハルと対称であることを示しており、すぐそばの川岸には船着場も用意された。

### 中国

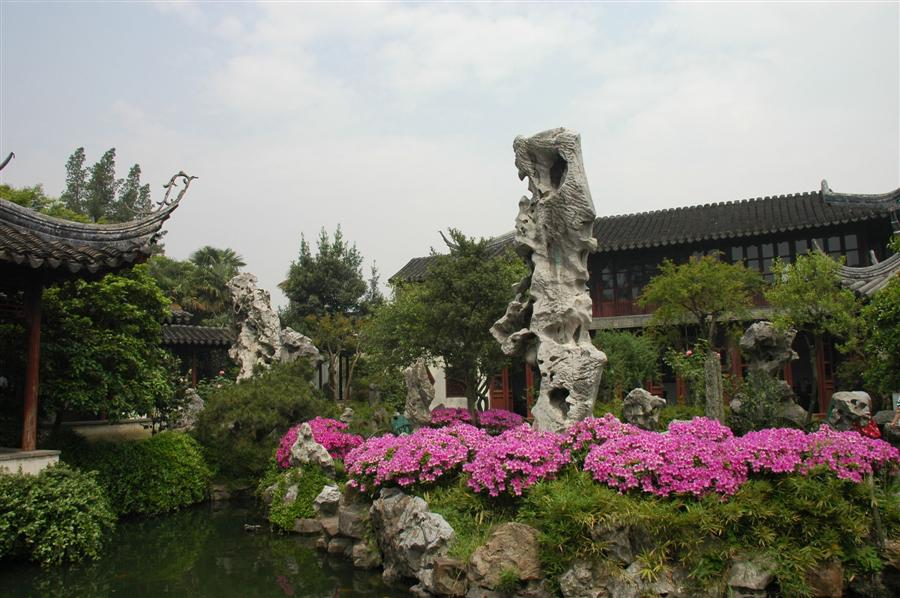
蘇州の留園にある供石

中国庭園の特徴は石や水に重点を置き、植物は芸術・哲学的意味を持っていたものの付帯物に近かったという点が挙げられ、その設計は中国人が考える宇宙観の完全性を表現するものであり、自然は征服対象ではなく人間のパートナーとされた。陰陽思想においても、世界の森羅万象や人間活動には陰（柔の力）と陽（剛の力）、両者の補全が基礎にあるとされたことから、中国庭園も水である小川や池、そして山を表す築山や岩石を据えることで、相互作用が働いている自然の風景（山水）を表現した。
中国最古の記録は紀元前4世紀の皇太子のために作られた詩歌にあり、そこに登場する遊園は架空のものとされるが、庭園の概念自体は既に存在していたことを示している。その描写には、ハイビスカスの生垣やラン、クジャク、屋根付きの渡り廊下と池に浮かぶハスなどがある。始皇帝などの先史時代の皇帝らは、黄河と揚子江流域の森林地帯に林苑や庭園を築き、そこに付庸国から貢納される動植物を移した。その多様性は皇帝の権威が及ぶ範囲と偉大さを表すものであり、宇宙の縮図をも意味していた。
前漢の皇帝も始皇帝に倣って庭園を満喫したが、なかでも武帝は伝説とされる仙人に肖り不老不死になることを願い、巨額の資金を投じて仙人の住処とされる神仙島の再現を試みた。仙人がその美景を聞いて不死の霊薬を与えに訪れることを期待された彼の林苑には、湖に浮かぶ島に貴重な花や薬草、露受け鉢を手にした仙人像などが設置された。露は宇宙の霊的本質である精気であり、不死の薬の主成分ともされた。漢代のシルクロード開通で利益を上げた商人の袁広漢は、川の水を引いてチベットのヤクや南方のオウムがいる大規模な庭園を築いた。そこでは40近くの堂がすべて回廊で結ばれ、約30メートルの高さにおよぶ岩山もあったと伝えられるが、袁広漢の増長が政権の目に留まり彼は殺害された。同じ漢代に紙が発明されたことで植物の栽培記録も盛んになり、交配を記録したものや調理法、薬効について記されたものをはじめ、3世紀初頭にはブッソウゲやジャスミンに関しても記述された。こうした資料は以後も含めて膨大な数にのぼったが庭園様式に影響することはなく、それぞれの植物により連想される象徴的・道徳的な意義が重視され続けた。例えば、多くの植物と異なり秋に開花するキクは長寿の薬とされ、使途が豊富で丈夫なタケは高潔の象徴と見なされた。
隋の煬帝は16もの水上宮殿と各々に庭園を設置し、武帝のように国外の植物を植えて神仙島も造らせた。税収を上回るほどの額を費やした西苑には小野妹子も招かれ、後の日本庭園の様式に影響し独自の発展を遂げた。北宋の学者であった司馬光は造園家の側面も持っており、鳳凰が好むとされるアオギリを植えた自宅の庭を「独楽園」と名付け、養魚池と竹製の釣り小屋を製作していた。
司馬光の死後に間もなく即位した徽宗は、面積は控えめながら60メートル以上の人造山を含む、艮嶽という庭園を都の開封に設けた。山麓には池や川のみならず水門付きの滝があり、山体には奇抜な形状の岩石が数多く置かれていた。聖山の象徴とされる庭園の岩には珍しい形のものが漢代から重宝され、国中から、時には国外から貢納品として取り寄せられ、岩の運搬船が運河を渋滞させることもあったという。徽宗もそうした岩を集めるよう臣下に命じ、蘇州の太湖由来の石灰岩などは特に高い評価を受けたが、艮嶽は財政を圧迫した一因でもあり、間もなく異民族の侵入を受け王朝は滅びた。
元のフビライ・ハンによる庭園は、海を擬した湖岸に別の場所から持ち込んだ木を植え、湖中の島は瑠璃でできていたなど、伝統的なものより緑青の配色が多かった。明代末期には、芸術家でもある計成が著した『園冶』にて造園法を紹介し、築山や岩の設置場所から回廊のデザインまで解説した。
清を代表する庭園は乾隆帝の治世下に造られ、複数の庭園から構成されていた円明園である。最大期の面積は25,000ヘクタール以上にもおよび、山谷や洞窟、湖川、島といった自然はもちろん、書庫、寺院、田園、狩猟園、動物園、さらには練兵所までが塀の中に存在し、一部の建築にはバロック様式が採用されていた。乾隆帝に優遇されたイエズス会の神父アティレが円明園の様子を書簡で伝えるとヨーロッパでは大きな反響を呼んだが、アロー戦争末期の1860年に英仏軍により破壊された。その後に王朝の実権を西太后が握ると、円明園の一部を再建させて頤和園に改名するとともに、劇場や大理石の茶亭なども新造された。

### 日本
日本庭園は朝鮮半島経由で大陸から伝えられた飛鳥時代のものが起源とされているが、古墳時代には「屋外の造形空間」として、つまり景観を含む広義の庭園に分類されうるものや、日本様式の源流と思しきものは既に存在した。巣山古墳の周濠に浮かぶ島の斜面には葺石が敷かれており、これは奈良時代以降に見られる州浜という護岸術と同類のものと見られているほか、島の隅には装飾としての立石があった。また、『日本書紀』には履中天皇が磐余池の舟上で遊宴を開いた記録があるなど、この時期に日本の園池の起源があると考えられている。祭礼の場として用いられた城之越遺跡でも、泉から出た水の流路が石張りであったことや立石の存在が判明しており、儀式など機能的側面からの需要が日本庭園の形成条件に含まれたとされる。
飛鳥時代の庭園、特に池や水路は直線が目を引くデザインであり、上之宮遺跡や飛鳥京跡苑池、石神遺跡、郡山遺跡などの方池はほぼ石積護岸との組み合わせであった。また、石を切って加工した石槽や噴水石といった人工石も大きな特徴である。その起源は612年ごろ、路子工と呼ばれた百済出身の渡来人が小墾田宮に須弥山のミニチュアと呉橋を築いたことに由来するとされる。これらは石造と考えられており、須弥山は仏教観において中核となる山、呉橋は呉の様式でできた橋と見られ、特に須弥山は各地に築かれ遊宴が催されたという。また、石神遺跡で発見された須弥山や石像には1センチほどの穴が開けられ、外来の先端技術による噴水として用いられていたほか、蝦夷を平定させ庭園での宴に招いた際にもそれらと同様のものが園内に設置されていた。7世紀後半には、白村江の戦い以後に国交関係を回復した新羅流（雁鴨池）の様式が輸入され、飛鳥京跡苑池や『万葉集』にある島宮に影響を与えたと考えられている。これらにあった池は直線よりも曲線が目立つ、より自然的な景観を生み出していた。
このように、飛鳥時代の日本庭園は朝鮮半島の影響が及んでいたが、粟田真人による遣唐使の帰国以降、主に奈良時代からは中国大陸の庭園要素が顕著に見られるようになっていった。粟田は長安にあった大明宮麟徳殿の太液池と洛陽の上陽宮を訪れたとされ、特に後者の池岸は自然の石積と卵ほどの大きさの石で構成された護岸（卵石護岸）、天然の岩石やカーブのある池などが自然の風景を表現していた。この設計の中心的な輸入先となったのが平城京であり、以前まで用いられた石張に加えて、曲池と斜面に敷き詰められた小石でできた州浜などの要素が取り入れられた。州浜については唐の様式を完全に引き継いだというよりは、日本の海辺の風景による側面も含むと見られ、平城宮東院庭園の曲池、州浜、景石のデザインを以て日本庭園の基礎が築かれた。
平安時代の神泉苑は平安宮の大内裏に隣接しており、平城天皇が節句の行事を催し、嵯峨天皇は避暑地やサクラの花見を楽しむ場として利用していた。また、阿弥陀信仰の普及が加速したうえ、伽藍のそばに設置された池という様式がこのころの日本のみで発展を見せ、法華寺の阿弥陀浄土院のものを起源に貴族の間で広まった。典型的な寝殿造庭園とされる慶滋保胤の邸内には小堂が池の西側にあったほか、橋や小舟とともに「緑の松島、白沙の汀、紅鯛」などで彩られていたという。藤原道長の土御門殿にも池の西に仏堂が設けられ、これらは阿弥陀仏の「西方極楽浄土」の思想に基づいていた。
鎌倉時代末期から室町時代に活躍した夢窓疎石は臨済宗の禅僧であるとともに造園家であり、彼の名を聞いて訪ねる修行僧から逃れ全国を流転していた。彼は景観に秀でた移動先を選んでは数々の寺院と禅の思想による庭園を造設し、『夢中問答集』にて、庭園を愛することは善でも悪でもなく、庭園に触れることで何を得て、または失うかはその人の心如何である、と説いた。晩年に建立した西芳寺の庭園は上下二段構えであり、華やかな下側は前身の西方寺の池に川の水を引いた黄金池と、その北に西来堂、東に邀月橋、西に瑠璃殿を置き、マツやサクラを植えた。対する上側は修行の場としての座禅堂と石組がある荘厳な様相であり、そのさらに上の山頂には京都を一望する縮遠亭が築かれた。現在の西芳寺の建築物は後世に再建されたものであり、当時のものは火災などで焼失したが、庭園は苔で覆われたことで苔寺として名を馳せている。

龍安寺の枯山水

室町時代末期に来日したポルトガル人のルイス・フロイスは、京都の寺社や足利将軍の御殿などについて記述している。まず主が不在の際に訪問した足利邸では、鐘や塔状に剪定されたスギをはじめ、ミカンの果樹やユリ、バラ、ヒナギクなどが憩いの場を作り出すために飾られていた。細川晴元の庭園は、屋敷は荒れていたものの庭自体は整った姿を残しており、外部からの水路が茂みの中を通って園内中央の池に流れ込み、そこではいくつかの島が石や木製の橋で結ばれていた。主人亡き後のこの庭園に関しては三好氏により管理されていたと見られ、室町幕府の象徴たる同園を維持することは大きな意義があったと考えられている。大徳寺の塔頭（大仙院）では他地方から持ち込まれた石を積んだ築山の上に様々な灌木を置かれ、地面には黒石と白砂が敷き詰められており、バラなどの草花が年間を通して入れ替わるように花を咲かせたという。鹿苑寺の池に浮かぶ島ではマツを中心に多く植林され、現地の市民などが多く散策していたという。細川邸と鹿苑寺の池庭、将軍御殿と鹿苑寺の植栽管理、御殿の草花植栽、そして大徳寺の枯山水などは当時の庭園スタイルの特徴であった。また、この時期の諸庭園には、休息や観光資源のみならず、政権秩序のシンボルといった機能もあった。大徳寺よりも抽象的な枯山水とされる龍安寺は、築地塀のなかに白砂を据えて大小15の岩石を設置したものであり、豊臣秀吉が訪れた際にシダレザクラの歌を詠んだ。
醍醐寺三宝院庭園は秀吉と、彼の没後は醍醐寺の義演によって26年にわたり築かれた。秀吉はこの寺に、慶長4年（1599年）に予定されていた後陽成天皇の座間式に合わせるための造園を命じたのである。彼は建物よりもこの庭を先に造らせ、2つの滝が流れる池には複数の小橋が架けられた。その後義演の代になると更なる拡張が加えられ、まず常御所南庭では富士山を象った築山の山頂部に白苔を載せて積雪を演出した。池はさらなる増設および拡張を受けて蓬莱島は小型化し、ヤナギやソテツ、花壇と三段滝も設置された。
江戸時代初期に造園された桂山荘（後の桂離宮）は、それまでの散策や小舟といった要素に茶室と亭を足した回遊式庭園の先駆けとされている。後水尾上皇が比叡山の麓に造らせた修学院離宮は、上皇自らが模型を前にしながら熟考を重ねて設計され、「下の御茶屋」と「上の御茶屋」から構成されている。前者は御座所を中央に配置し滝や池からなり、後者は120×220メートルのダム池に舟を浮かべ、島の窮邃亭から庭園を一望できたほか、両者を繋ぐ畦道の田園風景も園内の景観にとって不可欠であった。こうしたスタイルは多少のアレンジで補われた後に大名庭園として進化し、日本各地の城下町に築かれたことで、庭園の技術および文化に多大な影響を与えた。また、当時の大名や旗本の屋敷で発展した池泉庭園は、石の護岸や州浜などを引き継ぎつつ池と滝を湛え、主に将軍の御成向けに造園されたほか、数寄屋楼閣を備えていたことが特徴であった。この楼閣は俯瞰による庭園眺望と、風景全体の中の一部分として鑑賞される目的という二重の意味を持ち、室町時代の鹿苑寺や慈照寺に見られた様式が近世日本では不可欠となった。徳川秀忠はツバキを特に好んだとされ、彼が造らせた「御花畠」の屏風絵にはツバキのほか、ナデシコ、ユリ、キクなどが描写されており、角には鑑賞用の四阿も設けられていた。同時期に造設された後楽園の用途は多岐にわたったことが伝えられており、茶会や能の上演による藩主の娯楽は勿論、留守中には家臣や領民が園内を観覧することも可能だったという。そのほかにも、親交のあった木下公定や島津斉興が参勤交代の途上に立ち寄った際には宴が開かれたり、京都や大坂から診察に来た医師の接待などにも利用されていたなど、社交的側面も有していた。後楽園は偕楽園・兼六園と並び、現代では日本三名園の一つに数えられている。琉球王国の識名園は大名庭園ではないものの後楽園と類似した役割があり、清との冊封体制下にあった同国が使者を迎えるために造られた。湧水による150×50メートルの池の周囲には琉球石灰岩でできた石積護岸と島に架かるアーチ、築山などがあり、池の北には御殿、西には舟着場が設けられた。園内南西部の高地にあった「観耕台」は広大な農耕地を見せるために用意されたものであり、実際に冊封使の一人であった林鴻年がそこに立ち、善政を示す農地を称賛した。
明治時代になると幕藩体制の終焉とともに多くの大名庭園などが荒廃した一方、台頭した資本家階級によって旧来の日本庭園と芝生を豊富に用いた眺めが特徴的なイギリス風景式庭園などを融合させた庭園が誕生した。庭園に強い関心があった山縣有朋が保有した京都の無鄰菴では、東方の山を頂点に三角形の広範な敷地を持ち、琵琶湖から引かれた水が三段滝と池、小川を構成し園内を流れている。これを造園した小川治兵衛はその後、対龍山荘や慶沢園などのような私有庭園のほか、平安神宮神苑や京都府庁、円山公園といった公共空間のデザインにも大きく関わった。なかでも平安神宮神苑は彼の傑作であり、サクラとモミジの植林のほか、払い下げられた三条大橋と五条大橋の橋脚を流用した臥龍橋や、秀吉の伏見城跡地にあった庭石を設置するなど、京都の歴史が詰まった庭園となっている。原富太郎が造らせた17.5万平方メートルに及ぶ横浜の三溪園は、周囲の土地を合併しつつも燈明寺や聴秋閣などの古建築を園内に移設して規模を拡大していった。高地にそびえる燈明寺の三重塔は庭園のシンボルでもあり、聴秋閣を含めた多くの地点から塔を眺めることができる。

### メソアメリカ
アステカ文明における造園は君主や上流階級向けの娯楽または職種であり、湖にあるチナンパという浮島が特徴的である。チナンパは基本的に農作用であったが、アステカ庭園も湖水を利用するためにその近辺の岩を掘削して造られた。その起源は紀元1千年紀のテオティワカンに遡るとされるが、大きく発展したのは15世紀になってからであった。アステカ庭園はテノチティトラン近郊の神聖なプライバシー空間と、テスココ湖の島における狩猟園という2種に大別される。そこには宮廷や浴場、劇場、墓地を含むこともあり、道の傍には灌漑用水路と平行した花とともにメキシコラクウショウやセコイアが並べられていた。
テスココのネサワルコヨトルによるチャプルテペクではテラスのある丘上の植林とランの育成が記録されているほか、テスコツィンコの別荘の草花には丘から数キロに及ぶ水路を通じて水が送られてきていた。モクテスマ1世はオアステペック での造園に際して10キロもの柵とダム湖を造らせ、その周りに多様な熱帯の植物を置いた。アシャヤカトルは庭園を保有する者らに風光明媚な景観設計をするよう促し、彼が擁した遊園は様々な鳥類や爬虫類がいる動物園のようであったという。彼らによるこうした数々の庭園は侵攻してきたスペイン人らに美しい果樹園として驚かれ、そして記録されたが、コルテスらの制圧段階にて打ち壊されてしまった。チャプルテペクは征服者の狩猟園および屋敷として改造された後、現代では公園となっている。
インカ帝国の庭園に関する記録はあまり残されていないが、ウィリアム・H・プレスコットによると、現在のペルー一帯で採掘された大量の金銀により、煌びやかなパルテールと水路、池などが造られていた。ユカイにあった庭園でも現地の熱帯固有の草花が彩り、銀の水道と金の貯水池により水が提供されていたという。インカ人は後述するペルシア人のように技巧を凝らした灌漑用水路を山の湖などから引いており、その全長は650キロ以上、縦1.5メートル、横1メートルの規模であった。

### アングロアメリカ

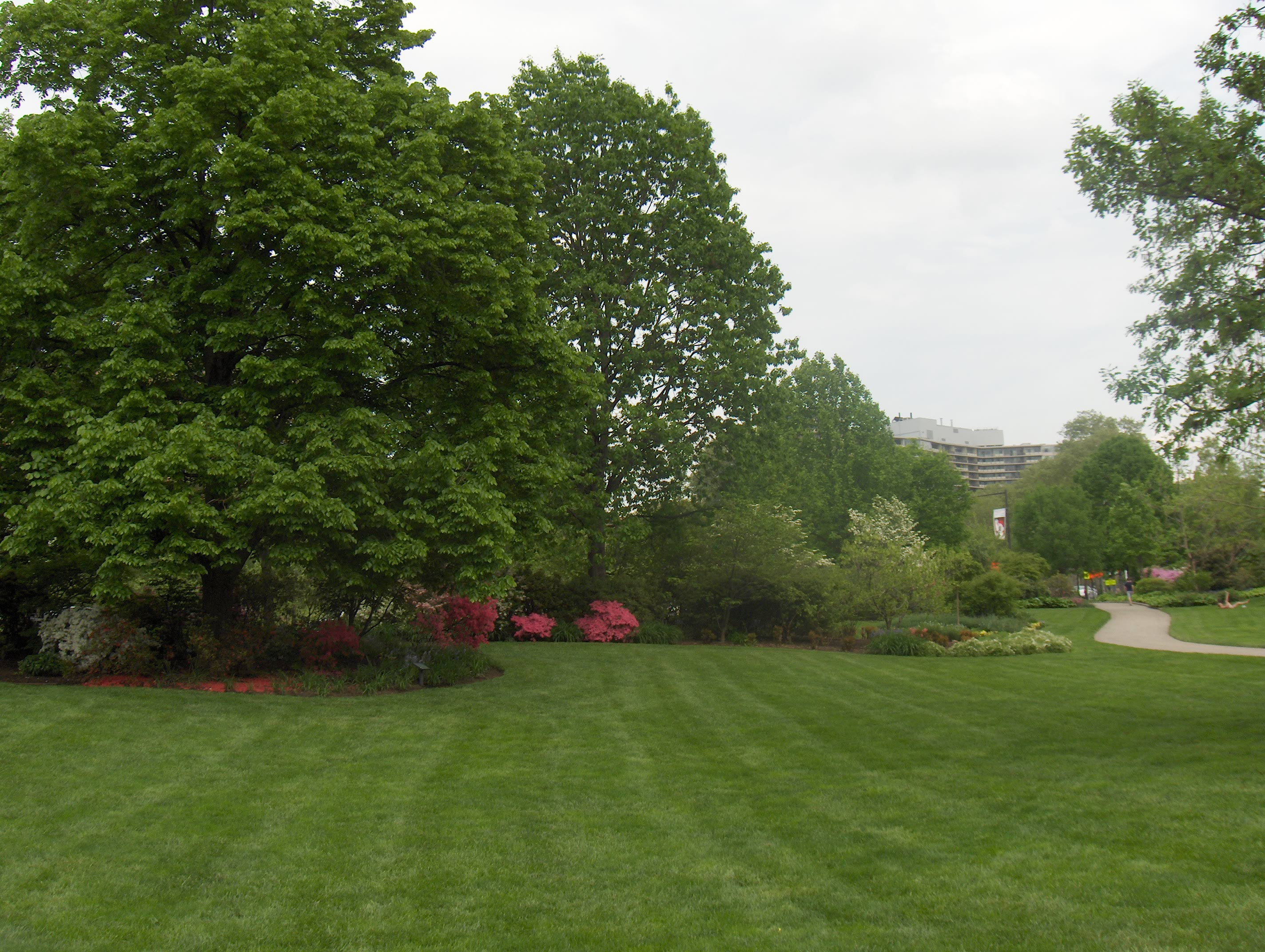
ベルモント・マンション（フィラデルフィア）をとりこむフェアマウント・パーク

トーマス・ジェファーソンは、1780年代にフランスとイギリスに滞在していたとき、熱心に庭園を訪れていた。彼は一般的にイギリスのガーデニングを高く評価しており、次のように書いている。「その国の園芸はすべての世界を凌駕するものである」と書いているが、彼のノートや手紙に見られるように、しばしば個々の庭園についてかなり辛辣な批判をしている。イギリスの新しい低木林がアメリカの植物で埋め尽くされているのを見て、彼は自国の「庭園はお金をかけずに作ることができる」と悟った。「過剰な植物を切り取るだけでよいのだ」と考え、「モンティチェロの「木立」の中で、輸入した植物を追加して、多かれ少なかれそれを実行したのです。彼は下草の多くを取り除き、大木の下枝を切り落としました。アメリカの暑い夏には、日陰のある庭は非常にありがたかった」として、1806年にアメリカを代表する庭師 ウィリアム・ハミルトンに対して書き送っている。
英国人は、芝生や木立を囲む程度の木しか必要としません。しかし、ヴァージニアの照りつける太陽、絶え間なく降り注ぐ太陽、そしてほとんど垂直な太陽の下では、日陰が私たちのエリシウムとなる。日陰がなければ、目の美しさを楽しむことはできない。
そして、こう続けた。
あなたの地面を最も高い身長の木で覆わせなさい。木の体質や形が耐えられる限り、その体を高く切り上げ、しかしその上部がまだ一体となり、濃い日陰を作るようにしなさい。このように下方が開放されている森は、開放された土地のようになります。そして、開けた土地に木の塊を植える場合、半球を呈する低木の雑木を置き、その冠が木の枝の下にはっきりと姿を現すようにする。これは、低木を適切に選択し、配置することで実現できるもので、樹木の群生に勝るとも劣らないものになると思います。雑木林もレッドシダーを茂らせたり、エバーグリーンプライベート、ピロカンサス、カルミア、スコッチブルームなど、常緑樹で構成することでバリエーションを増やすことができます。
1762年までに、フィラデルフィア近くのベルモント邸は「ビスト（景色を見せる散歩道）に切り込んだ森、その中に夏の家のための中国風寺院、一つの道は素晴らしい景色を与え、スパイ・グラスであなたは家々をはっきりと見分け、病院、別のものはオブリスクに見える」を有していた。

### ヨーロッパ

#### 中世
暗黒時代とされる中世前期のヨーロッパには、残存している庭園の記録はあまり多くはない。これは史料の少なさや当時の社会的混乱、またはキリスト教の指導者らが森の異教の神々を悪魔と見なしたことなどから、当時の人々が自然の風景に美観を求めなくなった点が原因ではないかと考えられている。例外として、スイスの図書館では820年ごろのものとされる造園計画図が確認されており、そこには薬草のほか、ネギ科、セロリ、パースニップといったカール大帝の「御料地令」が育成を奨めた野菜の名前などが含まれる。
旧約聖書のソロモンの詩、雅歌第4章（4:12）には「私の妹、花嫁は閉ざされた園。閉ざされた園、封じられた泉」とあり、園は教会、泉は洗礼と解釈されていた。そのため、このころの小規模な庭はキリスト教徒らにとって教会を象徴するほどの重要な意味を持っていたとされる。
1260年ごろになると、アルベルトゥス・マグヌスが娯楽目的の造園について中世ヨーロッパで初めて触れた。彼は、大した成果は出ないが視覚と嗅覚の保養になるとして、著書で芝生やハーブの植え方を指南している。
1288年には、ロベール2世 (アルトワ伯)がパ＝ド＝カレー県にエダン（Hedsin）という名の庭園が造らせ、園亭のみならず、ライオンやヒョウの動物園、ツリーハウス、果樹園などを含む800ヘクタール以上の面積を擁し、文学作品にも登場した。

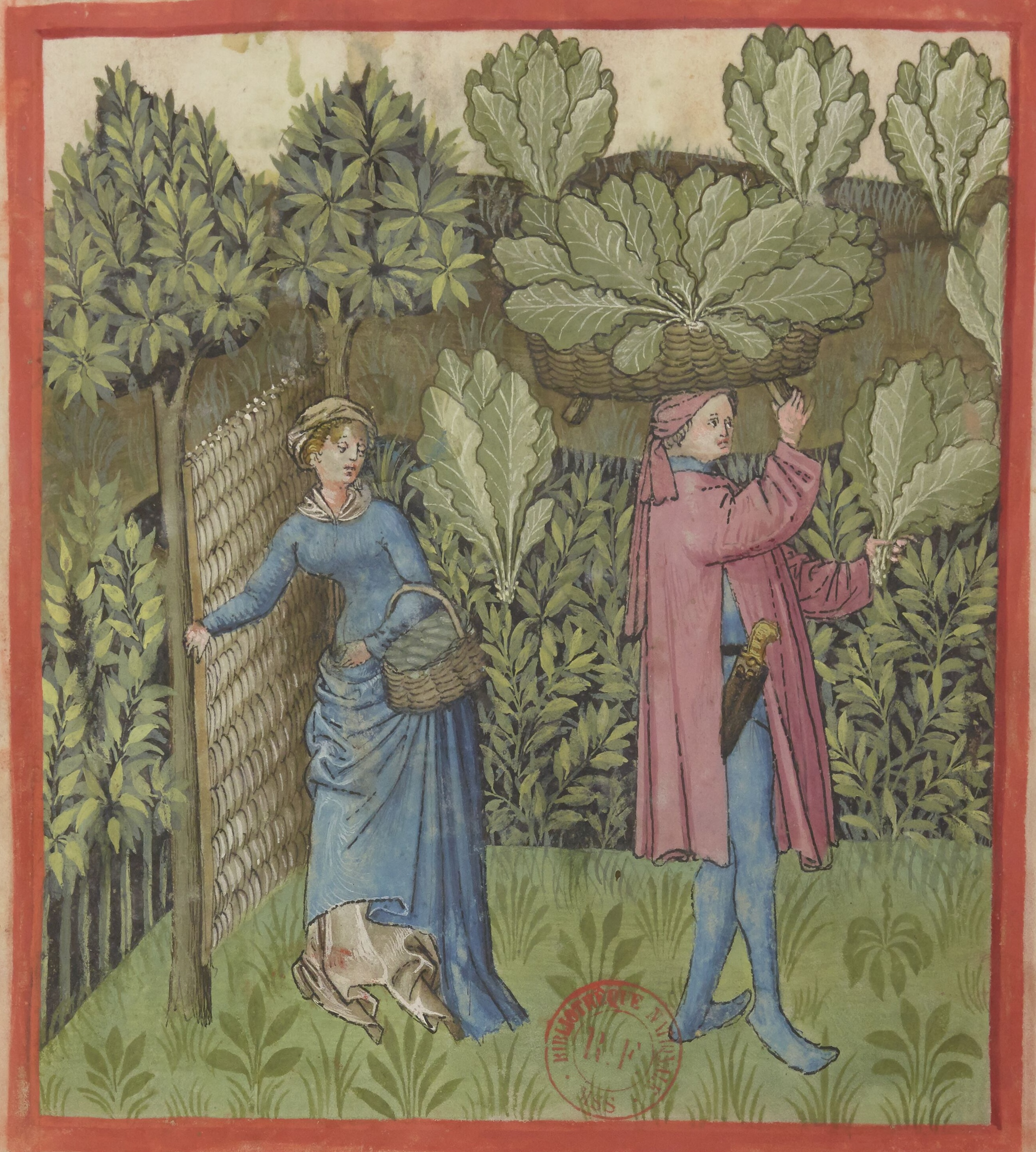
キャベツ畑に動物が入らないよう織られた網枝のゲート（『健康全書』より）

中世盛期ごろには、世俗から隔絶された修道士らを中心に自然の美しさを意識されるようになり、それが精神的・肉体的にも効果があることを認知していた。中世後期には、修道院が傷病の治癒目的でハーブ園を擁するようになっており、農業も兼ねて果樹園や森林の管理に長けていたと同時に、疲労回復や運動場など、憩いの場所として見なされることもあった。宗教的な要求でもある時給自足のために囲われたその庭は、製粉機や養魚池、ミツバチの巣箱などを含む場合もあった。
ホブハウスは中世の庭園要素として以下の9点を列挙している。
並木道またはトンネル
ブドウやバラが成長してできた日陰の散歩道
エストラード
木製の型を覆うように育成された植物。段上に仕立てられ同心円の形状
フラワリー・ミード
（宗教画にて理想化された）花が多く咲いた草地
噴水
生命の源を象徴する重要な因子であり、庭の中央に配置
グロリエッテ
四阿を意味するスペイン語を起源とし、庭の中央路や並木道の交差点に位置した。時折宿泊にも利用された
立ち上げ花壇
板や編み込んだヤナギで囲われ、水捌けの良い花壇
トレリス
ハシバミやヤナギの枝で出来た柵
芝生のベンチ
ヤナギやレンガの枠内に土を詰め、芝やハーブを植えたもの
ウィリダリウム
ラテン語で植林地を指す。ブドウ畑や果樹園、ハーブ園など

#### 地中海
西洋社会の初期の拠点であり何世紀にもわたって使用されてきたため、地中海の土壌は脆弱であり、この地域の景観文化は、実りと倹約の対立であると考えられうる。この地域は主に小規模な農業区画で構成されていた。その後第二次世界大戦後、地中海からの移民がこの農業様式をカナダに持ち込み、裏庭における果樹や野菜が一般的になった。

#### ルネサンス

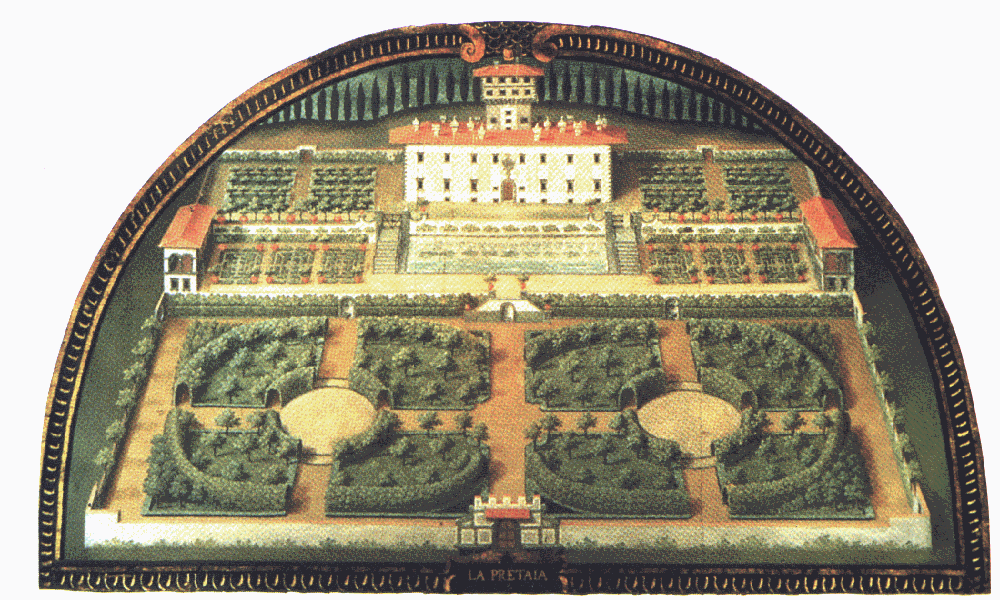
フェルディナンド・デ・メディチが保有した「ヴィッラ・デッラ・ペトライア」の鳥瞰図。屋敷の手前には養魚池、左右にある正方形の区画には果樹が植えられていた。

ルネサンス期に生まれた造園術は、今日のデザイナーらにも多大な影響を与えている。再発見された古代ギリシア・ローマの数学と線遠近法を用い、当時の技術者は自然と芸術が併存する幾何学的な庭園を生み出した。ドナト・ブラマンテが制作した16世紀初頭におけるベルヴェデーレの中庭は、テラスが階段とスロープに結ばれて中央軸と直交するものであり、後世の設計に影響した新しい建築スタイルとなった。中期には幾何学模様の花壇とともに、邸宅と庭の調和やバランスが重視されて屋敷の窓などから眺めることを意識した造りとなり、その後は水力を多用した独特なデザインが流行した。これらは主に娯楽のために設計され、植物園のみならずある種の美術館のような役割も果たした一方、なかにはメディチ家のように個人的な権威を誇示する目的の庭園もあった。
ルネサンス庭園は常緑種と石造建築、そして水といった「永続的な物質」を要素としており、設計士らも、自然の模倣物である庭園は外見のみならず、その根源的なものも自然から模倣されるべきだと考えた。特に、複雑な噴水や水オルガンなどは時代とともに進化を続け、それらの大掛かりな構造は所有者の権力の表れでもあった。設計士らはこうした水景物を実現すべく、アルキメデスやアリストテレスの研究資料を調べて効率的な灌漑方法や装飾を模索した。
初期の庭園はツゲやラベンダー、ローズマリーのように背が低い生垣で区切られたが、中期からはツゲのみが残ってアーモンドやアンズ、ジャスミンなどの高木も併用されていた。
他のヨーロッパ諸国民がルネサンス期のイタリアを訪れると、16世紀末にはその庭園様式が他国でも定着するようになったが、以後の度重なる宗教戦争や内戦、革命などでその多くは荒廃し、またはフランス流のバロック様式に改造された。1494年に勃発したイタリア戦争に参戦したシャルル8世は、ナポリ王国に侵攻する際にポッジョレアーレにあったとされる庭園に大きな感銘を受け、それを「地上の楽園」とさえ評した彼はイタリアの技術者や彫刻などを自国に持ち帰った。しかし、イタリア式造園術を直輸入するに際しては問題が発生した。例えば、フランス人にとっての自然は恐怖の対象であり、庭造りは自然を制しようとする意志の現れでもあったことから、フランスでは剪定が特に発展した。また、斜面の多いイタリアに対し平地が多い国土のフランス庭園に水を取り入れるため、外敵の侵入を防ぐ堀を装飾としての水路に変え、自然の景観を大規模に手入れした。

#### フランスのバロック

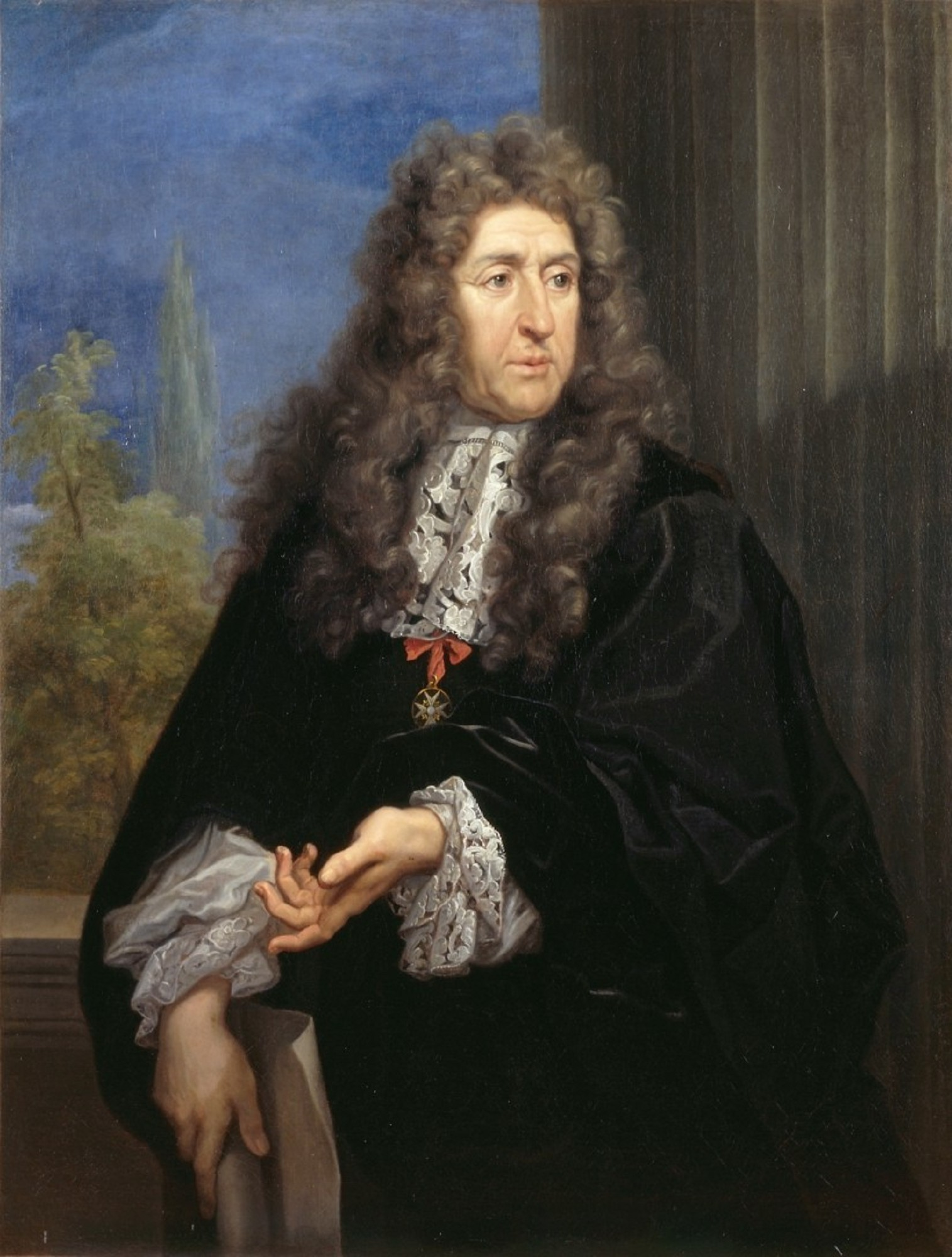
アンドレ・ル・ノートル（1613〜1700）の肖像画。カルロ・マラッタ作

フランスの古典的庭園様式、すなわちフランス式ルネサンス庭園 (Gardens of the French Renaissance) は、ルイ14世とヴェルサイユ庭園 (Gardens of Versailles) の主任造園師
アンドレ・ル・ノートルの時代に最盛期を迎えた。
ル・ノートルの建築理論に基づき、ヴェルサイユ庭園の高木や生垣は幾何学的に設置された。「現実のあらゆる認識は固定された視点の認識にもとづく錯覚である」と唱え、遠景も観測地により変わりうることを理解していた哲学者のルネ・デカルトに倣い、彼は庭園の特定の場所からでなく様々な視点から鑑賞されることを想定して、庭園の比率と規模を観察した際の感覚と現実のサイズを乖離および錯覚させるよう建築した。
園内のオランジェリーと呼ばれるオレンジ用温室にはパルテールや長方形の池も増設され、周囲にあった林を開拓した馬車道には噴水像と一体化したボスケが並んでいた。しかし、慢性的な水不足に悩まされていたヴェルサイユで噴水を常時稼働させることは不可能に近かったため、国王が通過している一帯のみを、庭師らは笛で合図しながらその都度手動させる必要があった。
ル・ノートルにより設計されたヴォー＝ル＝ヴィコント城とヴェルサイユ宮殿はフランス流庭園のステレオタイプともなり、この様式はやがてヨーロッパ中に拡大していった。

#### オランダからイングランドへ
フランスのフィリベール・ド・ロルムの理論やオランダのハンス・フレーデマン・デ・フリースの著作とともに、仏蘭の建築家の余波は16世紀ごろからイングランドの王室庭園に広がっていった。
ネーデルラント連邦共和国が17世紀にスペインの独立承認を正式に受けると、イタリアやフランスの庭園様式が吸収されたとともに、ルイ14世がナントの勅令を差し止めたことで亡命してきたフランスからのユグノーダニエル・マロットが大きな役割を果たした。国土面積が小さいネーデルラントではフランスのように広い場所を要する噴水や彫刻などが置けないため、並木や鉢、トピアリーが中心の庭園となった。マロットは当時のオレンジ公ウィリアムとメアリー・スチュアートのために建造されたヘット・ロー宮殿の庭園を造った。テラスはツゲでできたアラベスク模様のパルテールで彩られ、正方形の花壇の周囲には貴重な植物種が1つずつ飾られていた。名誉革命が起きて1689年にオランダ総督だったウィリアムがイングランド王に即位すると、ハンプトン・コート宮殿の庭園には池や水路に並行して置かれた植木鉢といった、オランダ風の要素が見られるようになった。

#### イギリス風景式庭園とピクチャレスク
中世イギリスでは森林地帯が様々な役割を果たしていたが、その一つはジェントリのためのゲームを生み出すことにあった。貴重な土地を持つ領主は、王族の訪問時に狩りのために動物の賜物を提供することが期待された。自然のなかにあるにもかかわらず、すべての設備が揃っているように見えるならば、森林に囲まれた荘園の館は地位、富、権力を象徴しうる。産業革命後にイギリスの林業は縮小し、もはや存在しない。これに対し、田園都市運動（garden city movement）は20世紀初頭の工業地帯に都市計画を導入し、公害などの工業の悪影響を相殺した。
18世紀のイギリス庭園に影響した流派はいくつかあるが、そのうちのひとつが家の周囲への植林であった。17世紀半ばまでには低木の植栽が一貫したものとなり、視覚的にも美観的にも好ましいと見なされた。中世イギリスでは、森林地帯は狩猟目的に利用されていたが、18世紀のパターンは実用性から感性を喜ばせる設計へと園芸のアプローチがさらに逸脱したことを示す。
同様に、イギリスの#プレジャーガーデンは中世の木立の影響を受けており、その一部は18世紀にも残存していた。この影響は低木の植え込みという形で現れ、時には迷路または迷路のような形で整理されている。また、古代からあるものだが、下層植物に光が入るようにするためのシュレッド（Shredding）は初期庭園の共通の特徴となった。シュレッドを用いて作られた庭の木立は、果樹園、香りのよいハーブや花々、苔の生えた小道などを理想とした。
こうしたなか、1800年前後に当時支配的だったランスロット・ブラウンやハンフリー・レプトンのマイルドな設計スタイルに対する批判が高まり、現地の特性を表す廃墟を含む絵のような（ピクチャレスク）美しさが必要だと論じられた。 1789年にウィリアム・ギルピンが『ピクチャレスク美に関する所見』にてピクチャレスクという概念を発表し、それを人間の手入れがされていない自然の景色が持つ視覚的な特質だとした。ホブハウスが挙げたこのピクチャレスクの主要素である荒々しさ、急な変化、不規則性は大きな反響を呼び、リチャード・ペイン・ナイトなどはパラーディオ様式のダウントンとゴシック建築の塔、無骨な岩を置いてピクチャレスク式庭園を造り上げた。また、ピクチャレスクにおいては、ギリシア式や中国式、オスマン式といった外来の装飾を加えることも好まれた。
一方、フランスのピクチャレスクに見られる素朴さは17世紀オランダの風景画や、フランソワ・ブーシェやユベール・ロベールといった18世紀フランスの芸術家らの作品への憧れから派生した。

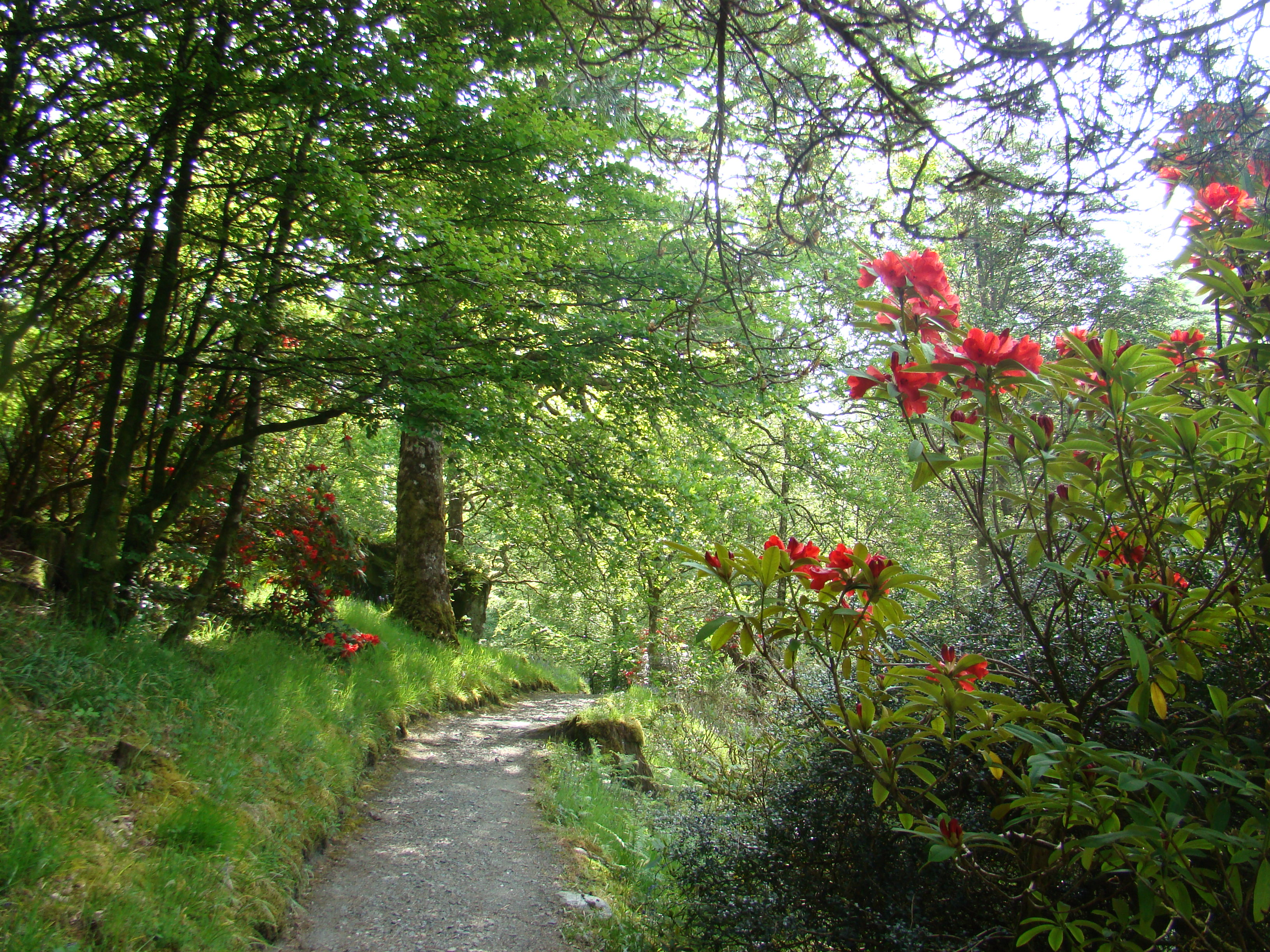
アードキングラス・ガーデン、ファイン湖近郊

ヨーロッパでは、カントリーハウスの広大な庭園には、鹿や馬や家畜の放牧に使われるパーク (Deer park (England)) や、森林が含まれていることが多かった。形式的に配置された庭園の外には、森林やパークを通る道があり、イギリスでは「ウッド・ウォーク」と呼ばれていた。 これらは小川に橋をかけたり、道を開けて通りやすくしたりする以外には、自然の状態からほとんど手を加えなかったと思われるが、花や低木、特に自生の木々を意図的に植えることもあったようである。観賞価値が高く、アルプス以北でも育つ自生の花木や低木の種類は比較的少なく、その一部は、増え続ける輸入種とともに、森の周りに植えられたようである。
17世紀と18世紀のバロック時代に全ヨーロッパに影響を与えたフランス式庭園様式では、庭園が周囲の景観のとりこみを熱望していたが、大規模な庭園例えばベルサイユ宮殿の庭園などで、邸宅から離れた庭の空間の多くは、ボスケ、すなわち幾何学的に区画され、高さが20フィートにもおよぶような高い生垣を密な人工林によって占拠し取り囲まれていた。これらの空間を英語ではen:Wilderness (garden history)と呼んでいた。
1718年以前、キャッスル・ハワードのレイの森をジョージ・ロンドンが提案していたようなWildernessにしないという、比較的よく知られたことが庭園史家によって「イギリスの景観における『自然』様式の発展にとって決定的な」重要ポイントとして受け止められているのである。新築邸宅の庭の主軸の脇に備わる自然の森の代わりに「様々な噴水で盛り上げられた、もつれた小道の迷宮と化した」のであるが、少なくとも当初は、特別な植栽はほとんどなかったのであり、観賞用森林の提唱者であるスティーヴン・スウィツァーが新しいデザインに関わったのかもとされている。
18世紀初頭、イギリスの園芸貿易はイギリス領アメリカ、つまり現在のアメリカ合衆国の東海岸から新しい植物を熱心に輸入し始めた。特にフィラデルフィアは出荷のための主要な港であった。貿易の主要人物には、アメリカで採集・繁殖・梱包を行うジョン・バートラムや、ロンドンから新しい植物の流通・宣伝を行うトーマス・フェアチャイルド (Thomas Fairchild) やフィリップ・ミラーらがいた。これらの多くは花を咲かせる低木で、世紀半ばには低木植栽en:shrubberyは庭に置く流行りエリアとして定着した。この言葉は1748年に初めて記録されている。
低木林が流行遅れの原生林に取って代わり、森の散策路へと広がり始めたため、フォレスト・ガーデンが徐々にこれら3つの様式から発展していったのである。Wildernessはすでにフランスの幾何学的な厳密さを失い始めていた。まず、生垣で囲まれた「区画」内の小さな散策路で、1700年以前からすでに曲がりくねっていたが、おそらく1710年から主要な散策路でそれが見られるようになった。この不規則性は、しばしば蛇のように敷き詰められた蛇行形状で表現されて流行しはじめると、新しい低木林にほぼ必ず採用され、後に庭園では普通にみられるようになった。

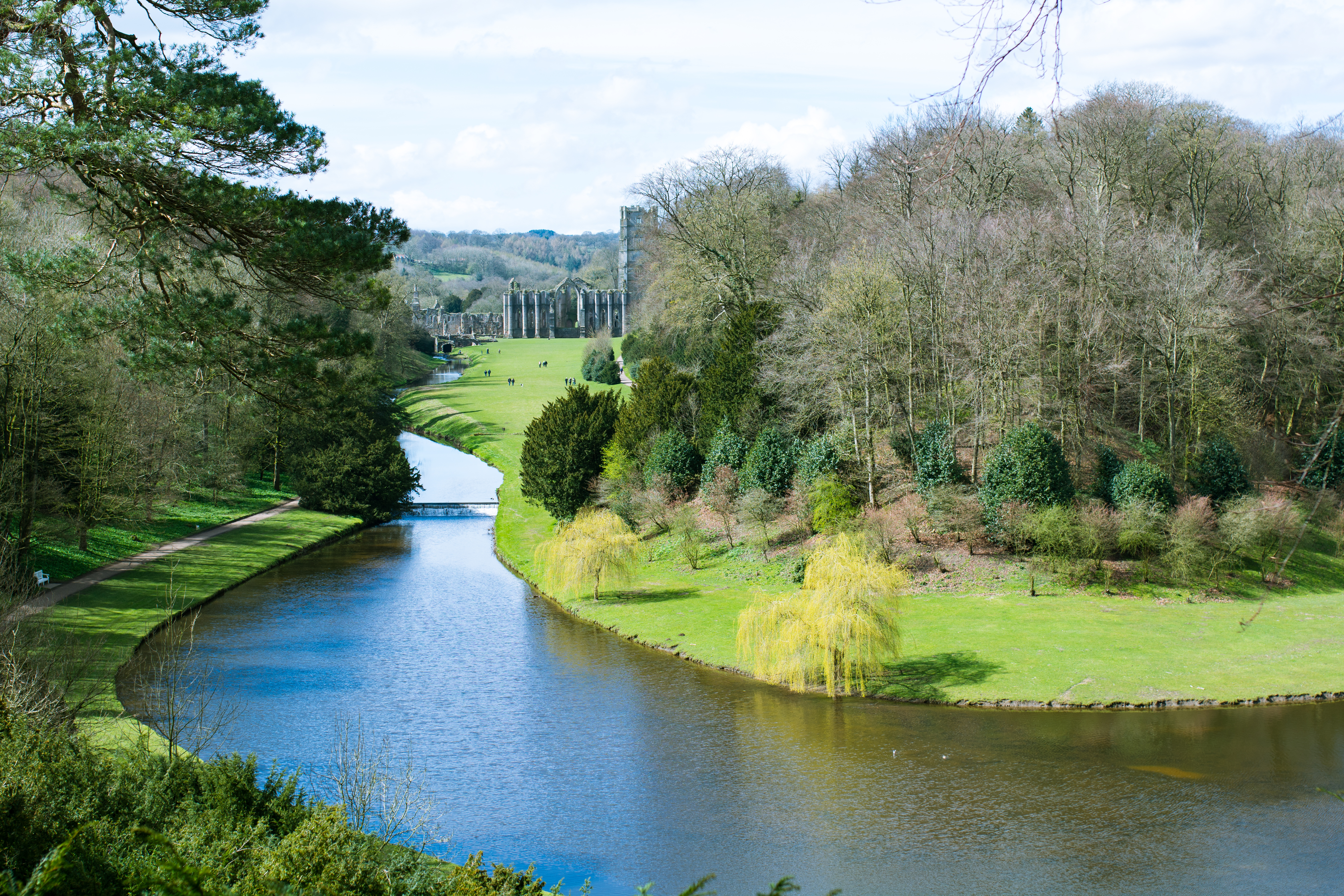
ファウンテンズ修道院跡の「サプライズ・ビュー」。スタッドリー王立公園

『The "forest or savage garden"』

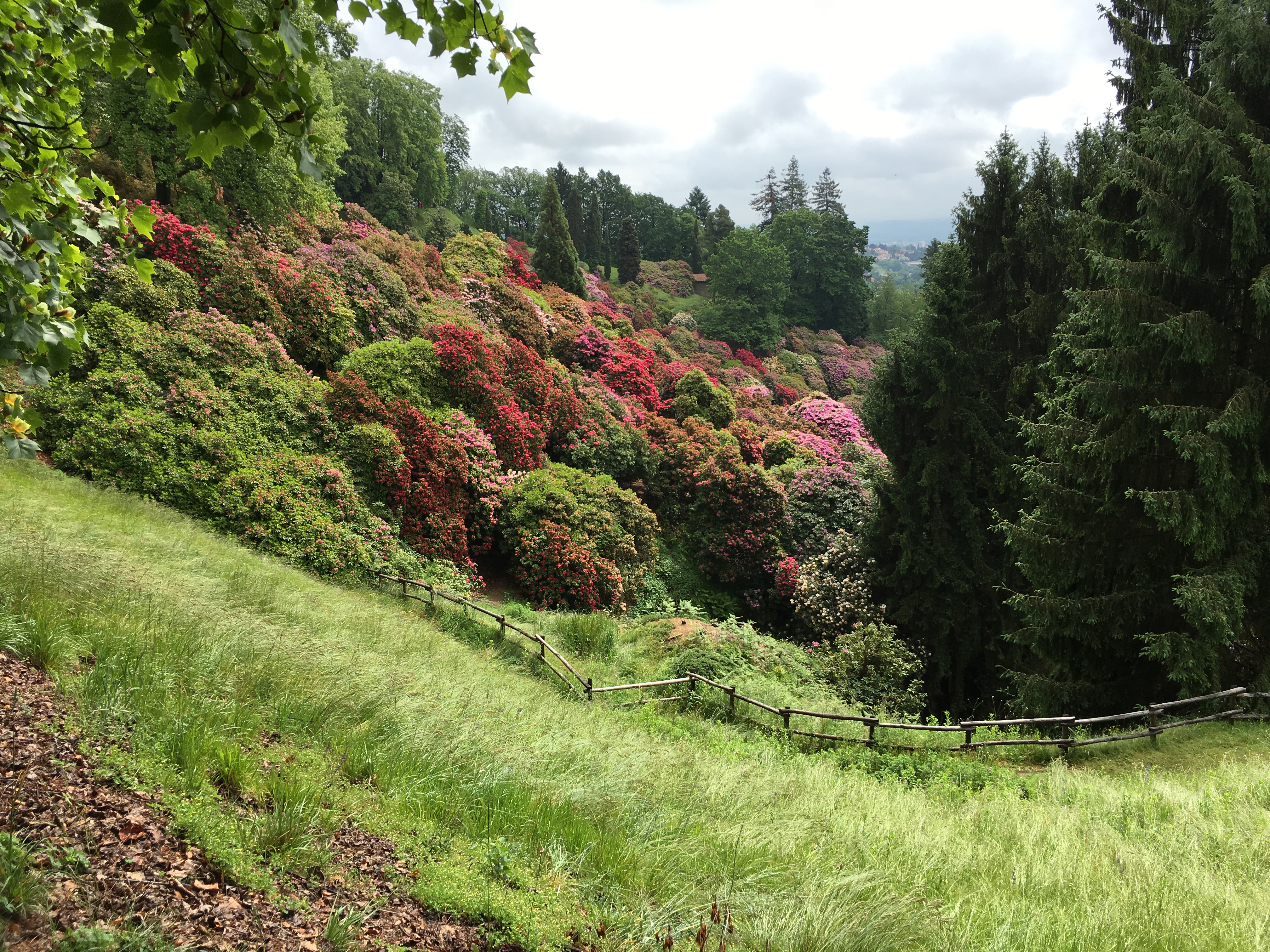
北イタリアのシャクナゲ「ボウル」。パルコ・ブルチーナ自然保護区 (Parco della Burcina)

ウィリアム・シェンストンの庭に1746年までに植えられた「木立」の記述には、今日でいうところの林間の庭園が描かれている。
... 不透明で陰鬱な、小さな深い谷から成るこの谷の両側はハシバミなどの下草で覆われ、全体は谷底にそびえる高い木々で影を落としています。この谷を、サクラソウやさまざまな野生の木の花で飾られ苔むした土手を、大量の水が流れています。
「エナメル加工」あるいは「刺繍加工」（シェンストン自身が好んで使った言葉）は、初期の園芸における園芸用語であり、花の特別な植え付けを意味するもので、1749年に彼が友人のラクスバラ夫人から贈られた花をこの流れに植えたことが分かっている。
イギリス風景式庭園の偉大な推進者であるホレス・ウォルポールは、サリー州のペインシルを、アメリカの植物による低木林や、針葉樹による傾斜した「アルパインの谷」など多様な特徴を持つ、新しいスタイルの「The "forest or savage garden"」の最高のもののひとつと賞賛している。これは、文学や芸術の世界で新しく流行した概念である崇高 (sublime) を目指した森林のスタイルである。そのためには、たとえそれほど高くなくても、急な斜面に沿ってドラマチックな景色を見せる道が必要であり、ウォルポールの『オトラントの城』（1764年）などのゴシック小説を読んでいた当時の鑑賞者は大いに感銘を受けることになった。庭園の建物の適切な様式は新古典主義建築よりもゴシック様式であり、外来の植物は花をつける植物よりも常緑針葉樹であることが多く、「明るく楽しい風景の魅力に代わって、暗く荒々しい、陰気で劇的な風景」が求められた」。このスタイルの代表的な例はノース・ヨークシャーのスタッドリー王立公園で、「サプライズ・ビュー」として知られた場所であり、突然上から噴水の修道院という印象深い廃墟が見えるという大きな利点を持っていた。

#### ガーデネスク
ナポレオン戦争末期に商業的成功を収めた中産階級が台頭すると、彼らの都市郊外の邸宅では新たな庭園様式が求められるようになった。定期的な出版物や書籍で知識を得つつも、君主のように広大な土地を持たなかった彼らの庭は、限られた領域内での「個々に点在するように展示された点在する樹木や珍しい植物」と、技術革新により導入されたガラス温室や菜園などで構成されていた。
イギリスの造園家ジョン・ラウドンは、1820年代にこうした様式を「ガーデネスク」と名付けた。彼はピクチャレスクが「野生状態の自然の模倣」であるのに対し、ガーデネスクを「ある程度の世話や改良の対象で、人間の必要と願望に一致した自然の模倣」だと説明した。ガーデネスクは混然としてデザイン性や統一感には欠けていたものの、各々の植物を中心に展示・鑑賞できるスタイルは当時の愛好家から注目を浴びた。また、1840年代に多くの外来植物をより集めやすくなったことからも、ガーデネスクの多様化が進んだ。

#### プレジャーガーデン

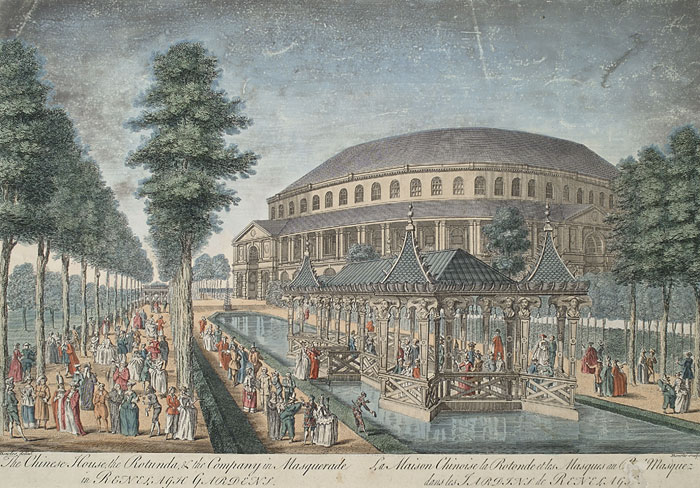
ラネラー庭園にあるロタンダの外観と敷地の一部を示す18世紀の版画

ヨーロッパでは遊園地というと、現在でも大きな公園や広場に設置される期間限定の移動遊園地が一般的であるが、近代的な遊園地の起原として、そうした文化を持つ17世紀ヨーロッパ、特に英国から広まった「プレジャー･ガーデン」（Pleasure gardens）といわれている。これらは17世紀から18世紀にかけて、レクリエーションや娯楽のためにさまざまなアトラクションを設けて、一般に開放されて発展した公園や庭園のことである。コンサートホール、バンドスタンド/ステージ、遊園地、動物園、動物舎などの様々なアトラクションを備え、娯楽の場として機能している点が一般的な公共の庭園と異なる。
大英博物館にも過去の歴史としてプレジャー・ガーデンの展示がなされている。
遊園地の起源とされる場所は幾つかあるが、中でも1662年に開設されたロンドンのヴォクソール・ガーデンズが最大規模を誇ったことから、遊園地の起源としてあげられている。ロンドンで代表的だったプレジャーガーデンにヴォクソール・ガーデンズのほかにクレモーン・ガーデン (Cremorne Gardens, London) 、ラニラ・ガーデン（ (Ranelagh Gardens) ）の2つが知られる。クレモーン・ガーデンとラニラ・ガーデンの2つは、チェルシー地区に設置されたプレジャー・ガーデンで、クレモーンの方はゲートだけが今も残る。テムズ川河畔チェルシーは眺望が優れ、船によるテムズ川の往来も快適な場所で知られる。ラニラ・ガーデンについてはモーツアルトの父親も1764年に、ロンドンからザルツブルクの友人にその素晴らしさやロトンダ、音楽演奏に関して、手紙を書いていることが知られる。

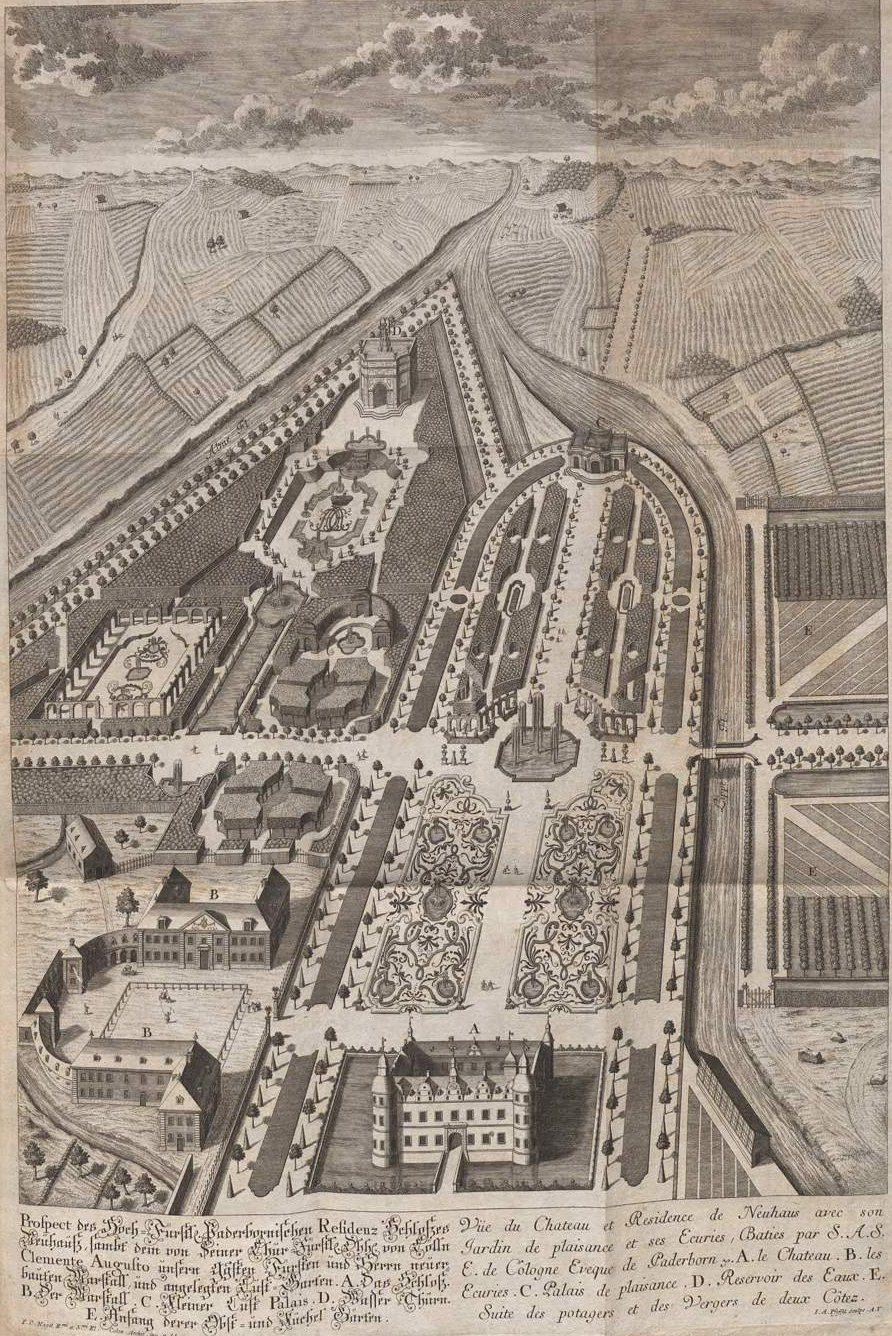
1736年のドイツパーダーボルン城。敷地にjardins de plaisance（プレジャー･ガーデン）とキッチンガーデン（「E」）がみえる

歴史的にプレジャー ガーデンはプレジャーグラウンド（Pleasure ground）とともに、私的なフラワーガーデン、シュラブ（植え込み (Shrubbery) ）ガーデン、もしくはボスケのような森林地帯で、鑑賞娯楽のために植えられた、観葉植物と散歩用のきちんとした小道が付いた場所を意味した。これらは、広い庭の中で芝生や公園として植えられた場所や、キッチンガーデンや森林といった「役に立つ」庭園とは区別された。したがって、特に17世紀から18世紀には、ほとんどの近代的な庭園が「プレジャーガーデン」と呼ばれていたはずである。少なくとも17世紀以降の英語では、庭園の装飾的な部分としての意味と、商業的な娯楽の場としての意味の2つが共存していた。
公共の歓楽街は何世紀にもわたって存在してきた。古代ローマではすでに庭園があった。例えばサルーストの庭園（en:Gardens_of_Sallust, Horti Sallustiani）は、歴史家サルーストが私的な庭園として整備したものであった。その後庭園はローマ皇帝のティベリウスに買収された。ティベリウスの手に渡り、公共の場として整備され使われるようになる。そのとき多くのパビリオン、ヴィーナスの神殿、記念碑的彫刻を設けた庭園が、何世紀にもわたって一般に公開されたのである。
ロンドンの場合は17世紀後半から公共の歓楽街が開かれるようになったが、その多くはそれまで大きな私設庭園の一部だったため、大枠の娯楽目的庭園はすでに存在していた。それらは通常、入園にはお金が必要だった。メリルボーン・ガーデンは1668年5月7日にサミュエル・ペピスによって訪問されたが「そして私たちはマロウボーンまで行き、そこで庭を散策しました。私がそこに行ったのは初めてです。そしてそれはきれいな場所でした」と述べている。テムズ川の南岸にあるクーパーズ・ガーデン (Cuper's Gardens) は1680年代に開園。なおいずれも18世紀、プレジャーガーデンの全盛期には大きく面積を広げていく。
ロンドンでは18世紀から19世紀にかけて、前述のクレモーンやラニラのほか、ロイヤル・サリー・ガーデンズ (Royal Surrey Gardens) ロイヤル・フローラ・ガーデンズ (Royal Flora Gardens) などが新たに開園された。イングランドや海外の他の都市でも、バーミンガムのホルテ・ブリッジマンのアポロ庭園（1740年代）やリーズ・ロイヤルパーク（1858年）など、独自のものが開園された。
その後ウィーン万国博覧会を機に、ウィーンのプラーター公園も、大型遊戯機械をもつ形態へと変化する。
多くの庭園にはスポーツ施設、飲食店、そして貴族の庭園技術を元に、緑豊かな広大な公園に、森や花壇・小径の散策とともに大きなコンサートホールも設けられ、オーケストラによるプロムナード・コンサートが催された。劇場では観劇、社交ダンス、さらにロマンチックなイルミネーションや花火も催される。ゲーム場や見世物小屋、あまり話題にならなかったのだが、小間物屋やハーレムが置かれたプレジャーガーデンもある。
プレジャーガーデンの小型版として、訪問者はお茶を飲みながら散歩をすることができるティーガーデンがある。
現在でもこのプレジャー・ガーデンの伝統を受け継いでつくられたのに、デンマークのチボリ公園が知られる。

## 現代の庭園
現代における庭園のデザインには、公共レベルのプロジェクトと個人で楽しむ花を主体としたガーデニングの2種に大別されるが、社会の要求に応える職業人の景観設計とアマチュアによる私的な造園は、ほとんど別物と言えるほどまでに分岐した。
米英のナショナルトラストが有する土地では、古い庭園が修繕されたことで訪問客が増え、特に20世紀後半のイギリスにおける造園が流行した。また、除草剤や芝刈り機といった技術の発達による庭園の管理に要する人的コストの減少や、テレビの普及などでより多くの情報に触れるようになったことで、ガーデニングに関心を持つ人々が増加した。
1950年代のアメリカで代表的な造園師となったトーマス・チャーチは、庭が家の延長となりうるデザインを生むとともに、カリフォルニア州のソノマ郡で1948年に制作したドネル家のプールの中に腎臓のような形をした抽象的な彫刻を施し、モダンなアウトドアライフの象徴となった。ハーバード大学に通ったガレット・エクボ、ジェームス・C・ローズ、ダン・カイリーの3人は伝統的な造園術を学ぶなかで出会うとともに、ボザール様式の庭園デザインを扱う講義に異議を唱え、その後は現代アメリカの庭園設計における先駆者として注目を集めた。チャーチとエクボは富裕層が所有する庭を、プールやバーベキューのためのエンターテイメントと、菜園や花壇を含む生活の場と見なした。
モダニスト運動で強い影響を及ぼしたブラジルのロバート・ブール・マルクスは、多様な色の葉を持つ植物を群植し抽象画のような庭園を創り出した。母国の環境保護に尽力していた彼のスタイルは、植物の自然な生育条件を再現することも含んでいた。メキシコのルイス・バラガンはスペインのアルハンブラに影響を受け、メキシコ・スペイン両地の高温から守るような壁で囲うプライバシー空間をデザインした。

## 歴史上の庭園家
- テオプラストス
- ルキウス・リキニウス・ルクッルス
- ティベリウス
- ガイウス・プリニウス・セクンドゥス
- ガイウス・プリニウス・カエキリウス・セクンドゥス
- パセロ・ダ・メルコリアーノ（英語版）
- カロルス・クルシウス
- アンドレ・ル・ノートル
- トーマス・ヒル (作家)（英語版）
- ジョン・イーヴリン
- ジョージ・ロンドン (庭師)（英語版）
- ヘンリー・ワイズ (庭師)
- ウィリアム・ケント
- ランスロット・ブラウン
- ハンフリー・レプトン
- アンドリュー・ジャクソン・ダウニング
- フレデリック・ロー・オルムステッド
- ロッディジーズ家
- ジョヴァンニ・バティスタ・フェラーリ
- ジョン・ラウドン
- フリードリッヒ・ルードヴィッヒ・フォン・シュケル
- ペーター・ヨセフ・レンネ
- トーマス・ジェファーソン
- ウィリアム・ロビンソン (造園家)
- ガートルード・ジーキル
- ローレンス・ジョンストン（英語版）
- エドウィン・ラッチェンス
- ヴィタ・サックヴィル＝ウェスト
- クロード・モネ
- イェンス・イェンセン
- ベアトリクス・ファーランド
- ガナ・ワルスカ
- ラッセル・ペイジ
- ルイス・バラガン
- グスタフ・アマン (造園家)
- ローレンス・ハルプリン
- ロバート・ブール・マルクス
- イサム・ノグチ
- シルビア・クロー
- ジル・クレモン

## 有名な歴史的庭園

### 中国
- 頤和園
- 北海公園
- 豫園
- 恭王府（英語版）

### イギリス
公共庭園
- ハイド・パーク (ロンドン)
- ピール・パーク（英語版）

私有庭園
- ブレナム宮殿
- チャッツワース・ハウス
- ファウンテンズ修道院
- ヒドコート・マナー・ガーデン
- シシングハースト・カースル・ガーデン

### フランス

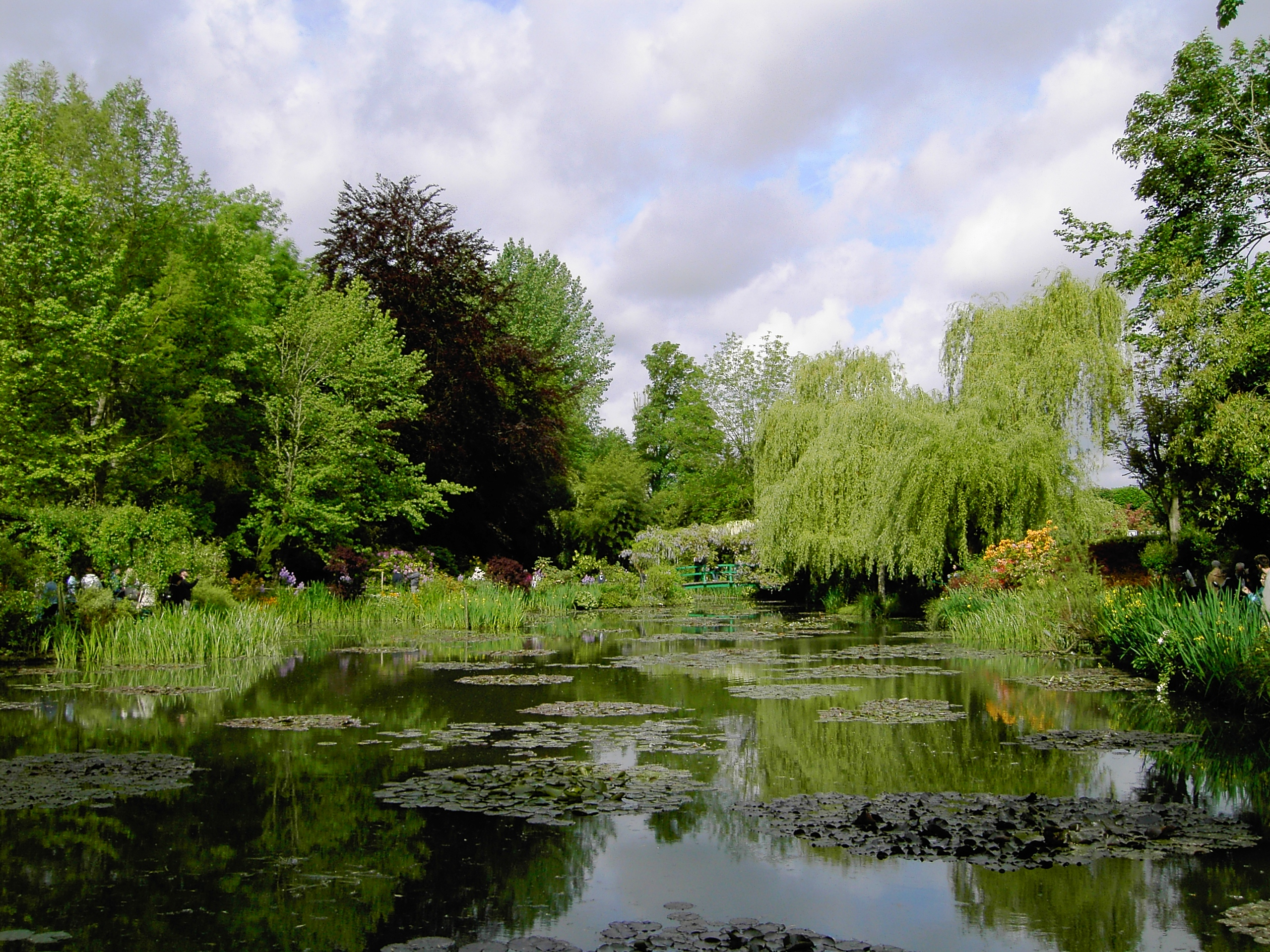
ジヴェルニーのモネ財団が有する庭園

公共庭園
- シャンゼリゼ通り
- テュイルリー宮殿
- ブローニュの森
- ヴォージュ広場（英語版）

私有庭園
- フォンテーヌブロー宮殿
- ヴィランドリー城
- フォンテーヌブロー宮殿
- エルムノンヴィル（英語版）
- ジヴェルニー
- ヴェルサイユ庭園（英語版）
- ヴォー＝ル＝ヴィコント城

### ドイツ
- ムスカウ公園
- デッサウ・ヴェルリッツの庭園王国
- ヘレンハウゼン王宮庭園

### ハンガリー
- ヴァーロシュリゲット

### インド
- シャリマル・バーグ（英語版）
- ブリンダヴァン庭園（英語版）

### イラク
- バビロンの空中庭園

### アイルランド
- パワーズコート
- アッシャー山庭園（英語版）

### イタリア
公共庭園
- フォロ・ロマーノにあったポプラの遊歩道

私有庭園
- ボマルツォ
- ヴィッラ・アドリアーナ (ティヴォリ)
- ティヴォリのエステ家別荘
- ジュスティ宮殿（英語版）
- カゼルタ宮殿
- ボーボリ庭園

### 日本
- 大仙院
- 龍安寺
- 桂離宮
- 修学院離宮

### マレーシア
- KLCC公園

### メキシコ
- アラメダ・セントラル

### オランダ
- ヘット・ロー宮殿（英語版）
- ミン・ルイスの庭園

### パキスタン
- シャーラマール庭園

### ポーランド
- ワジェンキ公園
- サクソン庭園（英語版）
- ヴィラヌフ宮殿

### ロシア
- ツァリツィノ公園
- パヴロフスク宮殿（英語版）
- ピョートルホフ宮殿（英語版）
- モンレポス公園（英語版）

### スペイン
- マドリード王立植物園
- アルハンブラ宮殿
- アルカサル (セビリア)

### スウェーデン
- ルンド大学植物園
- ウプサラ大学植物園（英語版）
- ドロットニングホルム宮殿
- ヨーテボリ植物園（英語版）
- リンネ庭園

### ウクライナ
- クレメネツィ植物園（英語版）
- アレクサンドル・フォミン植物園（英語版）

### アメリカ
公共庭園
- セントラル・パーク
- ボストンコモン
- ゴールデン・ゲート・パーク

私有庭園
- ダンバートン・オークス
- ハンティントン・ライブラリー
- ロータスランド (庭園)（英語版）
- ルース・バンクロフト庭園（英語版）
- アッラートン庭園（英語版）
- ロングウッド庭園（英語版）
- フェア・レーン（英語版）

### ブラジル
- イニョチン
- イビラプエラ公園